# Schloss Weilburg

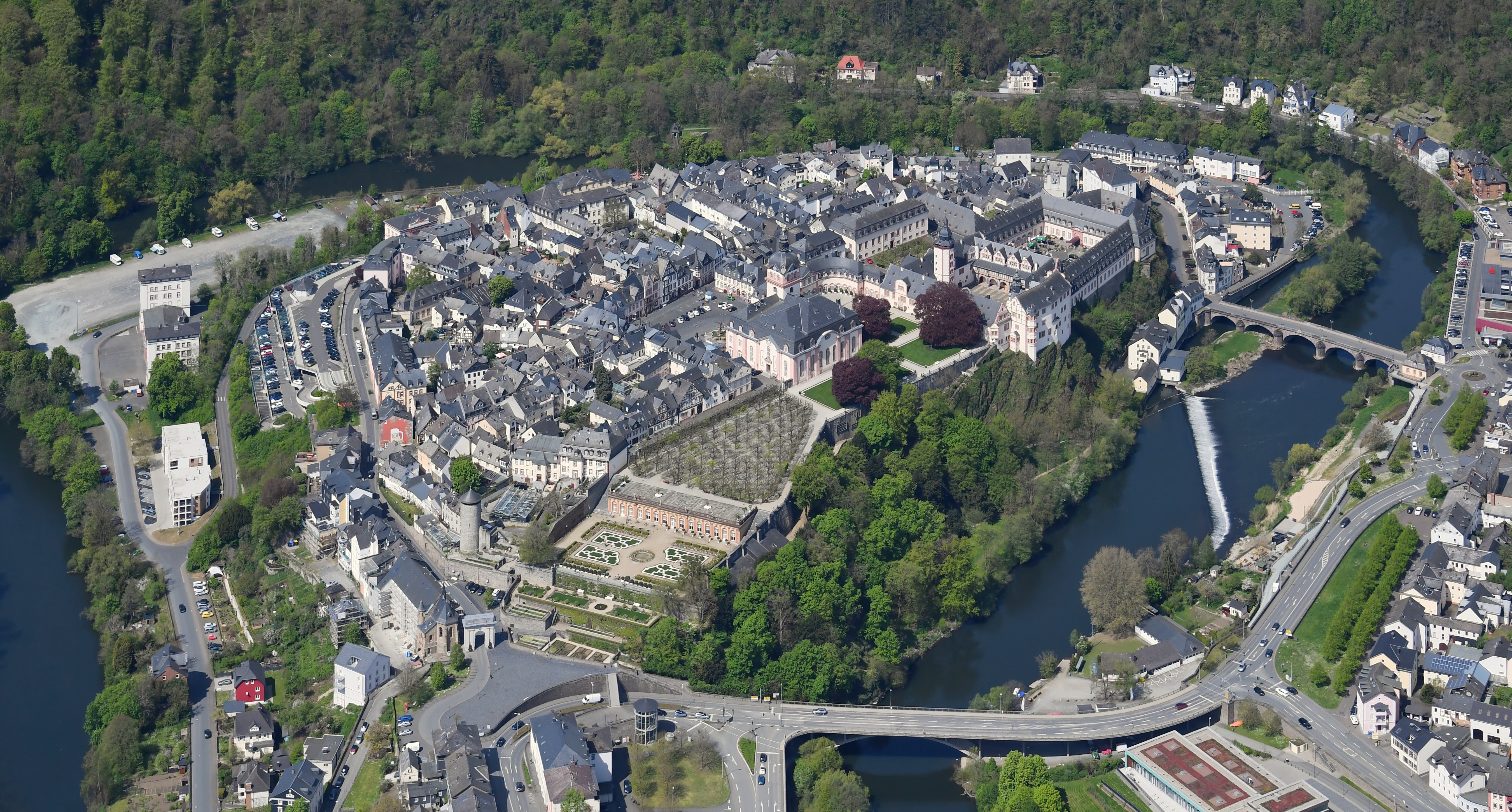
Luftaufnahme 2023

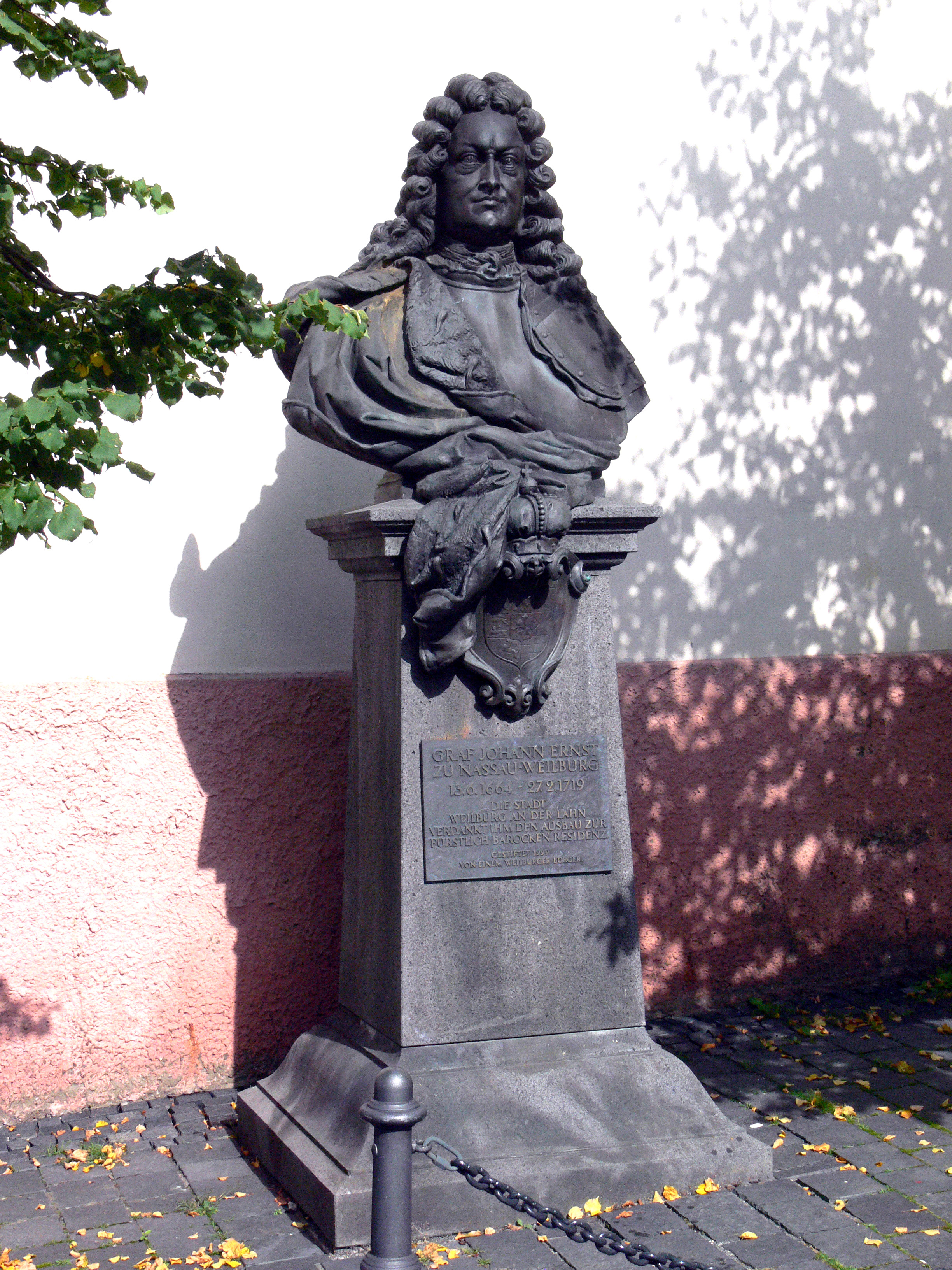
Johann Ernst zu Nassau-Weilburg: Unter seiner Herrschaft wurde das Schloss in seiner heutigen Form vollendet.

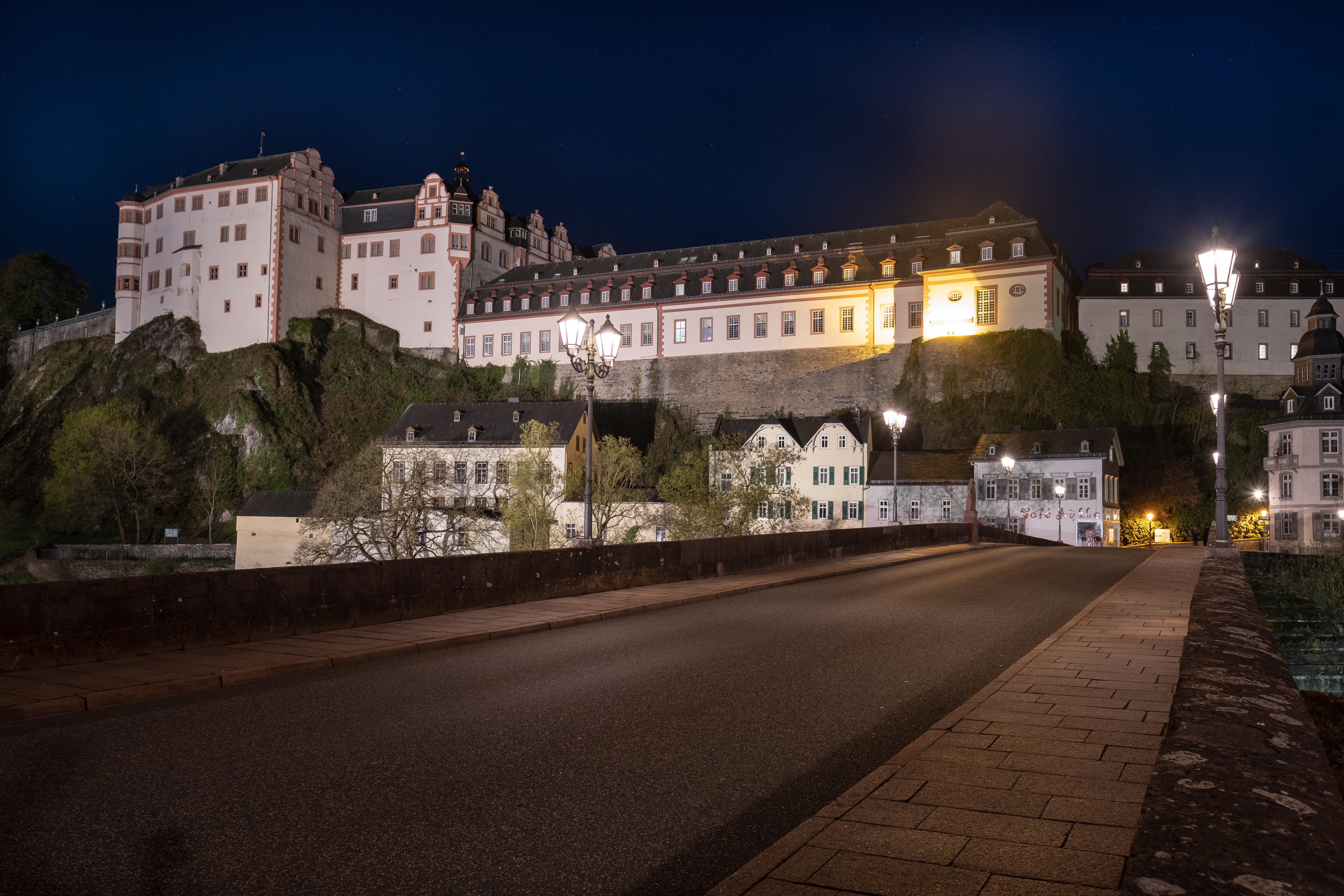
Der Ostflügel des Hochschlosses bei Nacht von der Lahn aus gesehen

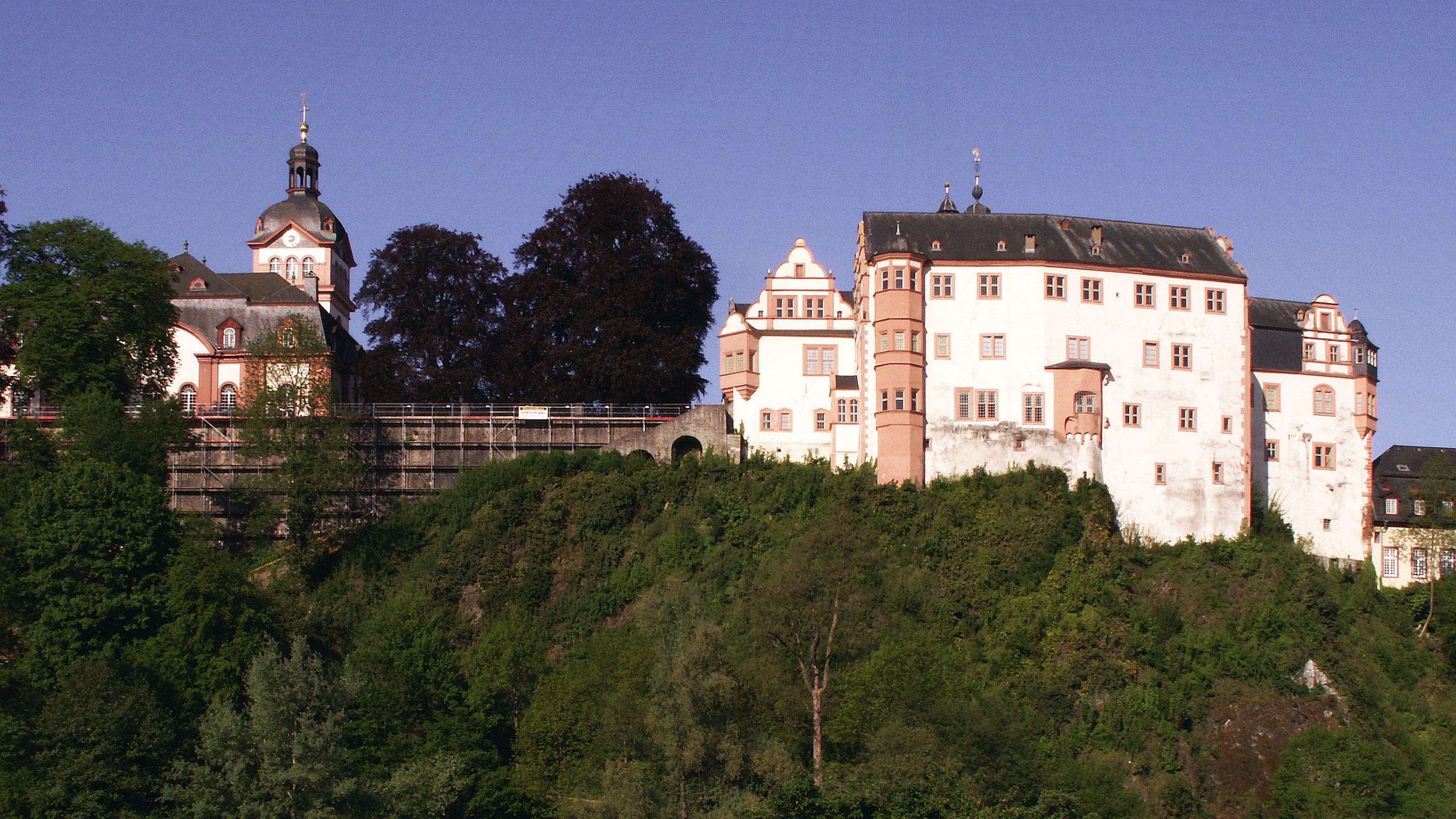
Blick von Osten auf Schlosskirche und Hochschloss oberhalb der Lahn

Das Schloss Weilburg ist eine der bedeutendsten barocken Schlossanlagen in Hessen. Auf einer Länge von 400 Meter erhebt es sich auf der Ostflanke eines zum Taunus gehörenden Bergspornes über der Lahn und bedeckt fast die Hälfte der Fläche der Weilburger Altstadt. Das 1545 bis 1590 erbaute Hochschloss zählt zu den am besten erhaltenen Renaissanceschlössern in Hessen. Der barocke Ausbau wurde an dieses Hochschloss angepasst, so dass sich heute das Bild eines einheitlichen Gebäudekomplexes ergibt. Die Hauptphase des barocken Ausbaus erfolgte von 1701 bis 1721 unter Graf Johann Ernst von Nassau-Weilburg und seinem Landesbaumeister Julius Ludwig Rothweil.
Das Schloss ist heute eine Liegenschaft der Verwaltung der Staatlichen Schlösser und Gärten Hessen und kann als Museumsschloss im Rahmen von Führungen besichtigt werden.

## Politische Bedeutung
Ausschlaggebend für die Lage Weilburgs war die günstige Lage auf einem Berg, der zu drei Viertel von der Lahn umflossen wird. Der Berg besteht aus massivem Schalstein (Tuff), Diabas und Trachyt und befindet sich in der Nähe der Mündung der Weil in die Lahn. Der Berg erhebt sich bis zu 40 m über das Lahnniveau.
Bereits bei der ersten Erwähnung der Stadt Weilburg im Jahre 906 unter dem Namen „Wilineburch“ unterhielten die Konradiner hier ein „Castellum“. Dieses diente als ein Sitz der Gaugrafen des Niederlahngaus. Konrad der Ältere wurde 906 hier begraben. Sein Sohn, König Konrad I., gründete 913 das Walpurgisstift. Er starb am 23. Dezember 918 in Weilburg. Auf dem Totenbett soll der kinderlose Regent Heinrich I. zu seinem Nachfolger bestimmt haben („Weilburger Testament“).
Nach dem Aussterben der Konradiner gelangten der Ort und das Castellum Weilburg durch mehrere Schenkungen an das Bistum Worms.

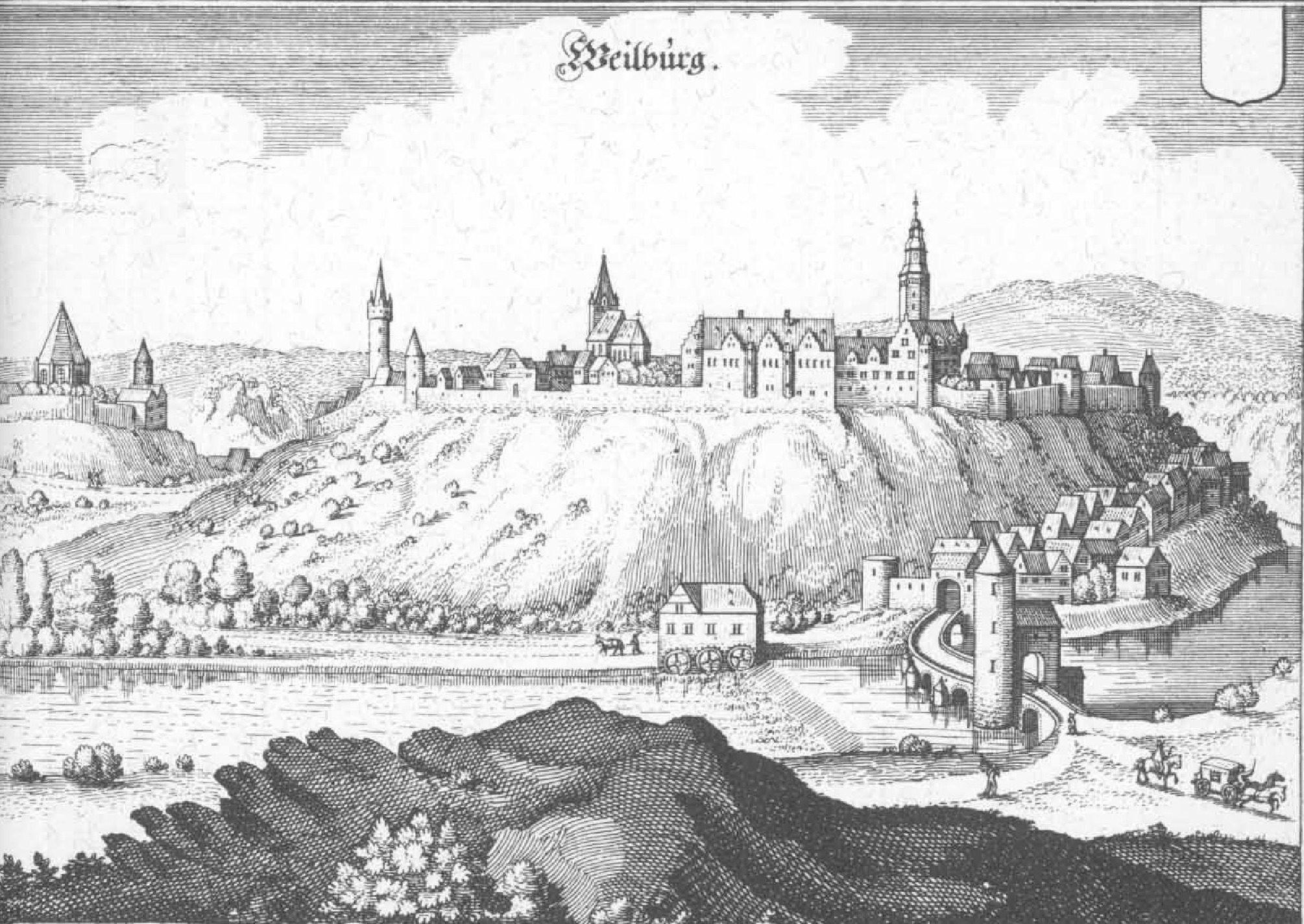
Kupferstich der Stadtansicht von der Westerwaldseite von Matthäus Merian 1655

Seit dem 12. Jahrhundert befand sich Weilburg in der Hand der nassauischen Grafen, die anfänglich als Vögte des Bistums Worms fungierten. König Adolf von Nassau kaufte 1294 den Ort und die Herrschaft Weilburg und verlieh ihr Stadtrechte. Weilburg diente danach immer wieder als Residenz einer Linie des walramschen Hauses Nassau.
Unter Johann-Ernst von Nassau-Weilburg wurden umfangreiche Bauarbeiten am Schloss Weilburg ausgeführt. Die Grafschaft Nassau-Weilburg umfasste zu dieser Zeit ca. 57 Quadratmeilen. Im Jahre 1741 verlegte Karl August von Nassau-Weilburg seine Residenz nach Kirchheimbolanden, wobei das Weilburger Schloss jedoch der Regierungssitz blieb.
Mit dem Verlust der linksrheinischen Landesteile Nassaus 1801 wurde Weilburg noch einmal für kurze Zeit Residenzstadt. Fürst Friedrich Wilhelm von Nassau-Weilburg residierte hier bis zu seinem Tod 1816. Sein Sohn Wilhelm zu Nassau residierte als Herzog von Nassau ab 1817 in Schloss Biebrich, Wiesbaden.
Herzog Adolph von Nassau durfte nach der preußischen Annexion Nassaus von 1866 das Schloss Weilburg als eine von nur vier seiner nassauer Immobilien behalten. Mit der Ernennung des entmachteten Herzog Adolphs von Nassau, bedingt durch den nassauischen Erbfolgevertrag, wurde er 1890 zum regierenden Großherzog von Luxemburg. Somit ging Schloss Weilburg in Luxemburger Besitz über. Im Jahr 1935 verkaufte die regierende Großherzogin Charlotte von Luxemburg das Schloss an den Preußischen Staat. Als dessen Rechtsnachfolger ist das Land Hessen seit 1945 Eigentümer. Der bereits 1905 verstorbene Großherzog Adolph von Luxemburg, Herzog von Nassau wurde entsprechend seinem eigenen Wunsch zunächst in der Familiengruft auf Schloss Hohenburg (Lenggries/Bayern) beigesetzt. Als das Großherzogtum Luxemburg auch dieses Schloss verkaufte, wurde er 1953 in die Fürstengruft der Weilburger Schlosskirche umgebettet.

## Bauentwicklung
Von dem „Castellum“ der Konradiner sind keine Bauspuren mehr vorhanden.
Unter Graf Johann I. von Nassau wurde um 1355–1359 eine neue Burg auf dem Bergsporn angelegt. Etwa 1359 bis 1369 wurde auch um die entstehende Stadt eine Stadtmauer errichtet, von der noch ein runder Wehrturm im Schlossgarten erhalten geblieben ist.
Unter Philipp III. von Nassau-Weilburg wurde um 1545 mit den Bauarbeiten am Hochschloss begonnen. Ursprünglich wurde der Ostflügel als einzelnes Wohnhaus über dem Palas der Burg errichtet. Später wurden West-, Süd- und Nordflügel ergänzt und das Schloss beständig umgebaut. Gleichzeitig mit dem Bau des Schlosses wurde eine Wasserleitung von der Westerwaldseite zum Schloss angelegt.
Die wichtigste Schlosserweiterung erfolgte unter Graf Johann-Ernst. Mit der ersten Bauordnung für die Stadt Weilburg wurde 1699 hierzu die notwendige Grundlage geschaffen. Ab 1703 wurde Julius Ludwig Rothweil mit der Bauleitung beauftragt. Die Bauarbeiten erweiterten das Schloss in alle Richtungen. Nach Norden wurde der Viehhof ergänzt, in dem die Schlossverwaltung untergebracht wurde. Im Westen wurde mit der Rentkammer und der neuen Kanzlei die Landesverwaltung im Schlosshof gebündelt. Im Süden wurden das Rathaus und die Kirche neu errichtet und in das Schloss integriert sowie die ausgedehnten Gartenterrassen angelegt. Auf der Baustelle sollen mehr als 720 Arbeiter und 41 Soldaten gearbeitet haben.
Gleichzeitig mit dem Ausbau des Schlosses wurde die Bebauung des Marktplatzes erneuert, die Vorstadt angelegt und eine umfangreiche Wasserversorgung errichtet. Weiterhin wurden unter Johann-Ernst die Wirtschaftshöfe Windhof und Wehrholz erneuert und die Alleen Limburger- und Frankfurter Straße angelegt.
Der Schlossbau führte zu so massivem Holzeinschlag in den Weilburger Wäldern, dass Fürst Karl August in der Bauordnung vom März 1734 die Verwendung von Bauholz stark einschränkte. Durch diese Maßnahme entwickelte sich Weilburg zu einem Zentrum des Stampflehmbaus.
Nach dem Ausbau unter Johann-Ernst erfolgten nur noch geringe Erweiterungen. Nördlich des Marstalls wurde 1743 bis 1746 noch die Heuscheune errichtet. Zwischen 1759 und 1763 wurde unterhalb des Schlossgartens das Landtor als repräsentativer Zugang zur Stadt von der Frankfurter Straße errichtet.
Zwei Ausbaukonzepte für das Schloss aus der Mitte des 18. und Anfang des 19. Jahrhunderts wurden nicht umgesetzt, sodass heute noch das barocke Schloss erhalten ist.
Seit 1998 heißt der Platz um das Landtor „König-Konrad-Platz“. Er wurde im Zuge der Teilortsumgehung Weilburg, Verkehrsfreigabe 2004, deutlich vergrößert.

## Baubeschreibung

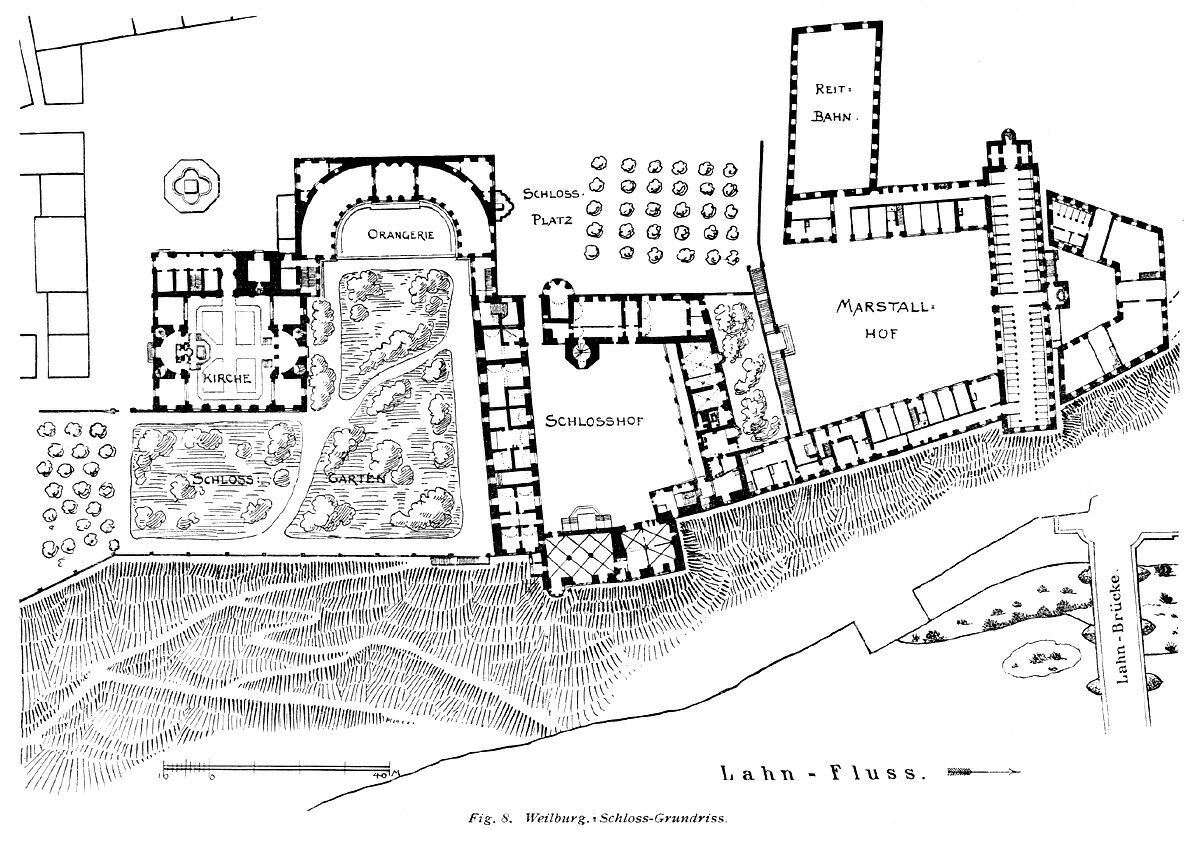
Grundriss des Schlosses nach Luthmer 1907

Die äußere Form der Schlossanlage ist durch die Lage auf dem Weilburger Bergsporn bestimmt. Sie weist nicht wie andere Renaissance-Schlösser die Orientierung an einheitlichen Achsen aus.
Die Schlossanlage geht in der heutigen Form im Wesentlichen auf Julius Ludwig Rothweil zurück. Dieser gestaltete von 1702 bis 1721 das Schloss im Auftrag von Graf Johann Ernst zu einer Residenz im barocken Stil um. Die Bauarbeiten wurden schon vor der Berufung dieses bekannten Baumeisters begonnen. Das alte Hochschloss blieb im Wesentlichen erhalten, und die neuen Gebäude wurden um dieses herum errichtet.
Das gesamte Schloss weist eine einheitliche schlichte Fassade auf. Alle Gebäudeteile, einschließlich der Schlosskirche, haben einfache sandfarben verputzte Außenwände und sandsteinrot gefasste Fassadenelemente. Mit diesen sollten die Neubauten gestalterisch an das alte Hochschloss angepasst werden. Diese Außengestaltung entspricht der des 16. Jahrhunderts.

### Hochschloss

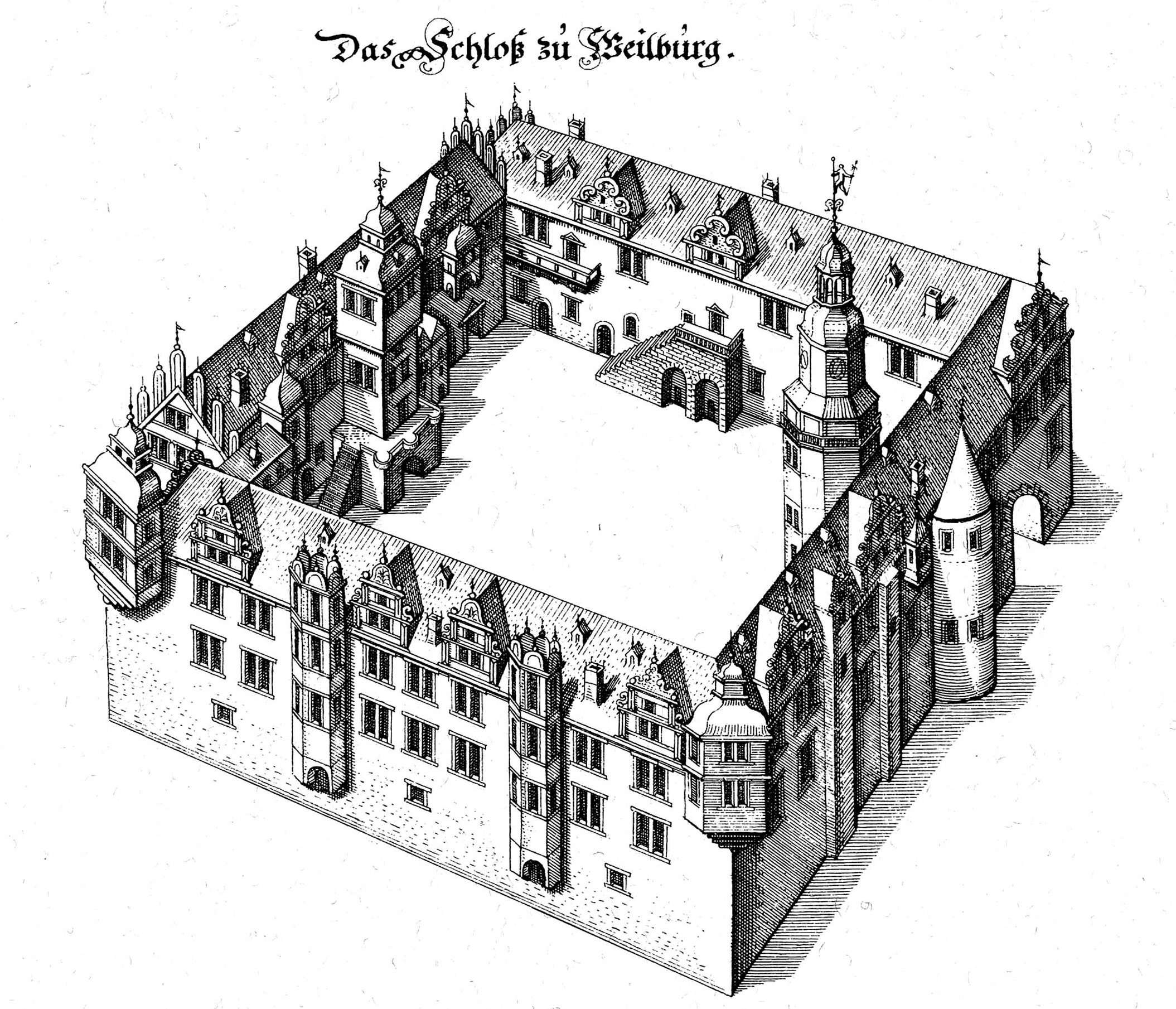
Kupferstich des Hochschlosses Weilburg von Matthäus Merian 1655 vor dem Ausbau durch Johann Ernst zu Nassau-Weilburg

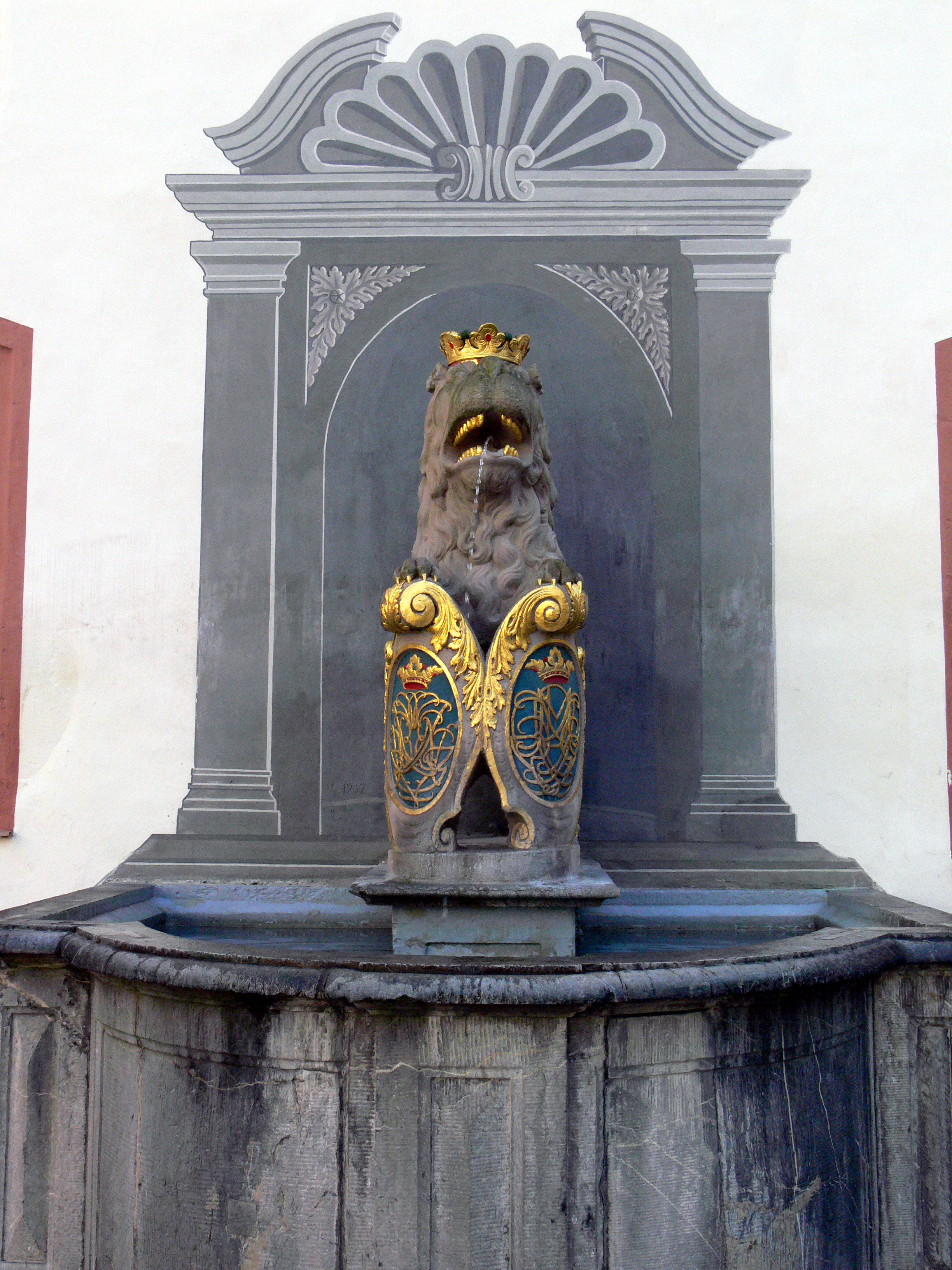
Der Löwenbrunnen an seinem heutigen Standort im Schloßhof

Das Zentrum des Komplexes bildet die unregelmäßige Vierflügelanlage des Hochschlosses. Dieses wurde in mehreren Bauabschnitten errichtet. Der viereckige Innenhof des Hochschlosses ist wegen seiner besonderen Akustik im Sommer der Veranstaltungsort der Weilburger Schlosskonzerte. Hierher wurde im Jahr 1935 auch der Löwenbrunnen versetzt. Der 1704 errichtete Brunnen befand sich vorher am Marstall im Viehhof.

#### Ostflügel
Der Ostflügel, auch Lahnflügel genannt, ist der älteste Gebäudeteil des heutigen Schlosses. Von 1533 bis 1539 wurde der Palas der alten Burg durch einen Wohnbau mit vorgelagertem Treppenturm ersetzt. Anfänglich wurde ein einfacher zweigeschossiger Wohnbau von Baumeister Nikolaus Schickedanz aus Frankfurt errichtet. In den Jahren 1661/1662 wurde der Ostflügel um eine Etage aufgestockt und der Treppenturm auf die heutige Höhe gebracht.
Die repräsentativen Wohnräume im Obergeschoss sind durch das höher gelegene Portal am Treppenaltan zu erreichen. Am Portal ist das Allianzwappen Philipps III. von Nassau-Weilburg und der Amalie von Isenburg-Büdingen angebracht.

#### Süd- und Westflügel
Der Süd- und der Westflügel wurden in den Jahren 1540–1545 errichtet und ergänzten den Ostflügel zu einer nach Norden offenen Dreiflügelanlage. Baumeister dieser Erweiterung war der aus Heilbronn stammende Balthasar Wolff.
Der Südflügel enthielt im Erdgeschoss Wirtschaftsräume und repräsentative Festräume im Obergeschoss. Ursprünglich waren diese Räume auch über eine Außentreppe zu erreichen was noch heute durch deren Kragsteine im freigelegten Außenputz sichtbar ist.
Im Westflügel waren im Erdgeschoss die Tordurchfahrt, die Wache und der Marstall untergebracht. Das Obergeschoss beherbergt weitere Wohnräume.
In den Jahren 1567–1572 wurde für den Westflügel der Stadtpfeiferturm als Treppenturm errichtet. An seinem Portal ist das Allianzwappen von Albrecht von Nassau-Weilburg und seiner Frau Anna Amalie von Nassau-Dillenburg zu erkennen. In der Turmkammer befand sich die Wohnung des Stadtpfeifers, der für die Musik in der Stadt verantwortlich war und zugleich die Aufgabe eines Türmers wahrnehmen musste.

#### Nordflügel

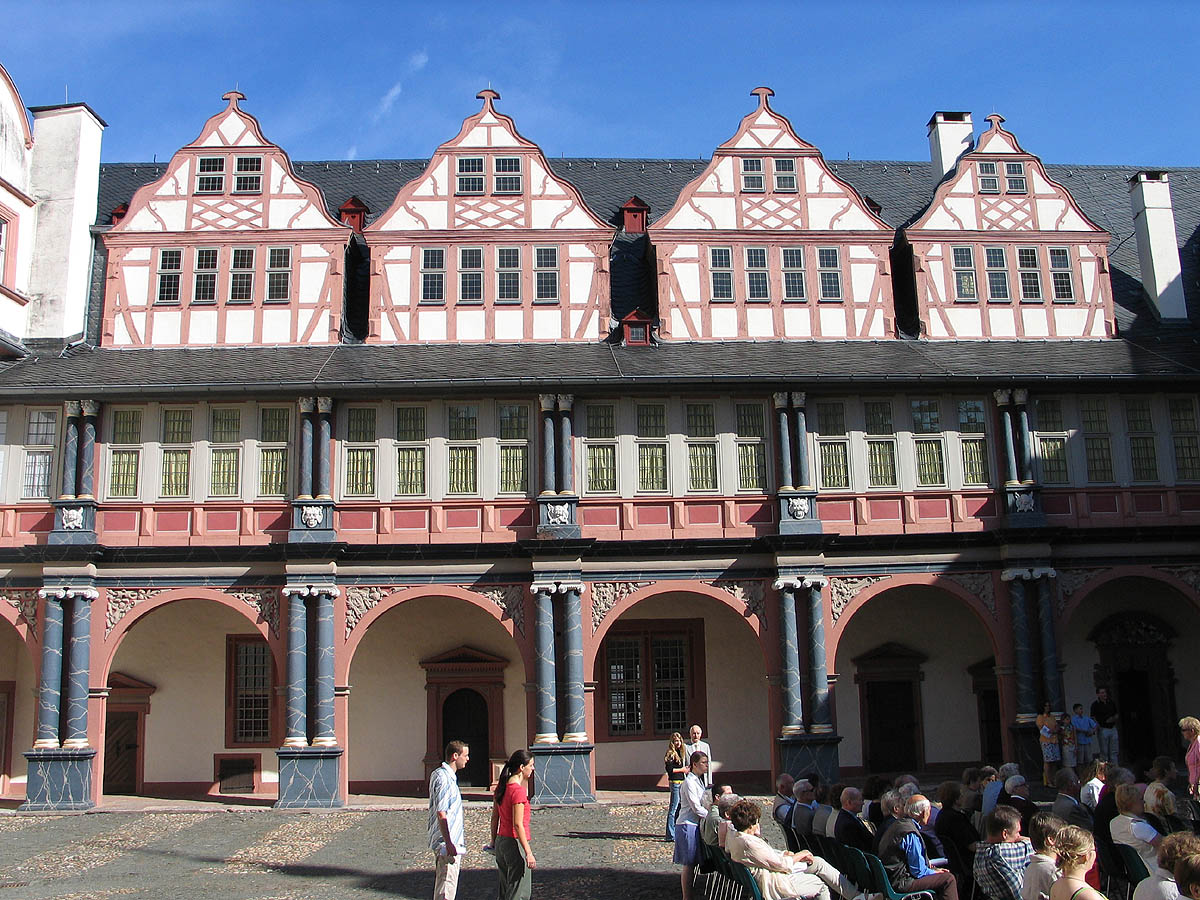
Arkadengang im Innenhof des Hochschlosses (Nordflügel)

Der Nordflügel des Hochschlosses wurde 1570–1572 errichtet. Hierzu beauftragte Graf Albrecht von Nassau-Weilburg den Baumeister Ludwig Kempf. Als einziger der Flügel des Hochschlosses weist der Nordflügel eine regelmäßige Fassadenstruktur aus Zwerchhäusern, Erkertürmen und Fensterbahnen auf.
Die Innenseite des Nordflügels erhielt 1572/1573 einen Arkadengang aus ionischen Marmorsäulen im Erdgeschoss. Der darüber liegende Gang im Obergeschoss wurde 1590 geschlossen und wird seitdem als „hölzerner Gang“ bezeichnet. Gleichzeitig wurde die Fassade mit den korinthischen Säulen versehen.
Zwischen 1580 und 1590 wurde mit dem „Grünen Bau“ die Anlage geschlossen. Dieser befindet sich zwischen dem Nord- und dem Ostflügel. Im späten 18. Jahrhundert wurde er zum Küchenstubenbau ausgebaut und erhielt die heutige Form.

#### Innenausstattung
Trotz mehrfacher Umbauten im Inneren des Schlosses sind teilweise Ausmalungen aus der Barockzeit erhalten geblieben. Ein großer Teil dieser Malereien stammt von Georg Friedrich Christian Seekatz. Die Stuckarbeiten stammen von Andrea Gallasini.
Nachdem das Schloss 1935 an den Staat Preußen übergegangen war, wurde ein museales Konzept für das Hochschloss erarbeitet. Ein Problem ergab sich aus dem Umstand, dass das Schloss fast ohne Einrichtung übergeben wurde. Die vorherige Besitzerin, seinerzeit die regierende Großherzogin Charlotte von Luxemburg hatte vor dem Verkauf große Teile der Einrichtung nach Luxemburg bringen lassen. So mussten aus anderen Schlössern (Kassel-Wilhelmshöhe, Wilhelmsthal, Bad Homburg) Möbel nach Weilburg gebracht werden und zum Teil nach historischen Beschreibungen rekonstruiert werden.
In den im Rahmen der Schlossführung zu besichtigenden Räumen ist besonders die 1709 gebaute schwarze Marmorbadewanne im Badekabinett im Erdgeschoss erwähnenswert, die über fließend kaltes und warmes Wasser verfügte. Das Wasser wurde in einem vom Hof zugänglichen Raum – der Heizkammer – in zwei großen Kupferkesseln erwärmt. Daneben sind das aufwendig ausgestattete chinesische Kabinett mit den Porträts von Graf Johann-Ernst und seiner Frau Maria Polyxena aus dem Hause Leiningen-Hardenberg, mit einer Sammlung chinesischen Porzellans und einem aufwändig hergestellten Intarsienfußboden, sowie das kurfürstliche Gemach, hierbei handelt es sich um ein barockes Schlafzimmer für wichtige Gäste, sehenswert. Es verfügt über ein prunkvolles in rot gehaltenes Bett, sternförmigen Parkettfußboden und einen Kamin aus schwarzem Marmor. Insgesamt sind rund 30 Zimmer zu besichtigen, ein Führung dauert ca. 45 Minuten.

### Schlossplatz
Westlich des Hochschlosses befindet sich der Schlossplatz. Hier wurden die Gebäude der Verwaltung untergebracht. Er wird eingerahmt vom Hochschloss, der nördlichen Wand der oberen Orangerie, der Kanzlei und der Rentkammer. An der Nordseite wird der Schlossplatz durch eine Mauer vom tiefer liegenden Viehhof getrennt.
Die Kanzlei wurde 1700–1704, die Rentkammer 1703–1704 erbaut. Beide Gebäude wurden später mehrfach umgebaut. Heute beherbergt die Kanzlei das Bergbau- und Stadtmuseum Stadt Weilburg an der Lahn, während sich in der Rentkammer ein Gastronomiebetrieb befindet. Ursprünglich war der Schlosshof von einem Arkadengang umgeben. Dieser wurde jedoch im Jahr 1754 abgebrochen.
An die Mauer der oberen Orangerie ist der Delphinbrunnen angebaut. Er ist aus rotem Marmor und zeigt eine auf einem Delphin reitende Putte. Der Brunnen wurde nach einem Entwurf von Julius Ludwig Rothweil im Jahr 1710 von dem Frankfurter Bildhauer Johann Bernhard Schwarzeburger ausgeführt. In der nördlichen Hälfte des Schlossplatzes wurde ein Lindenboskett angelegt.

### Viehhof

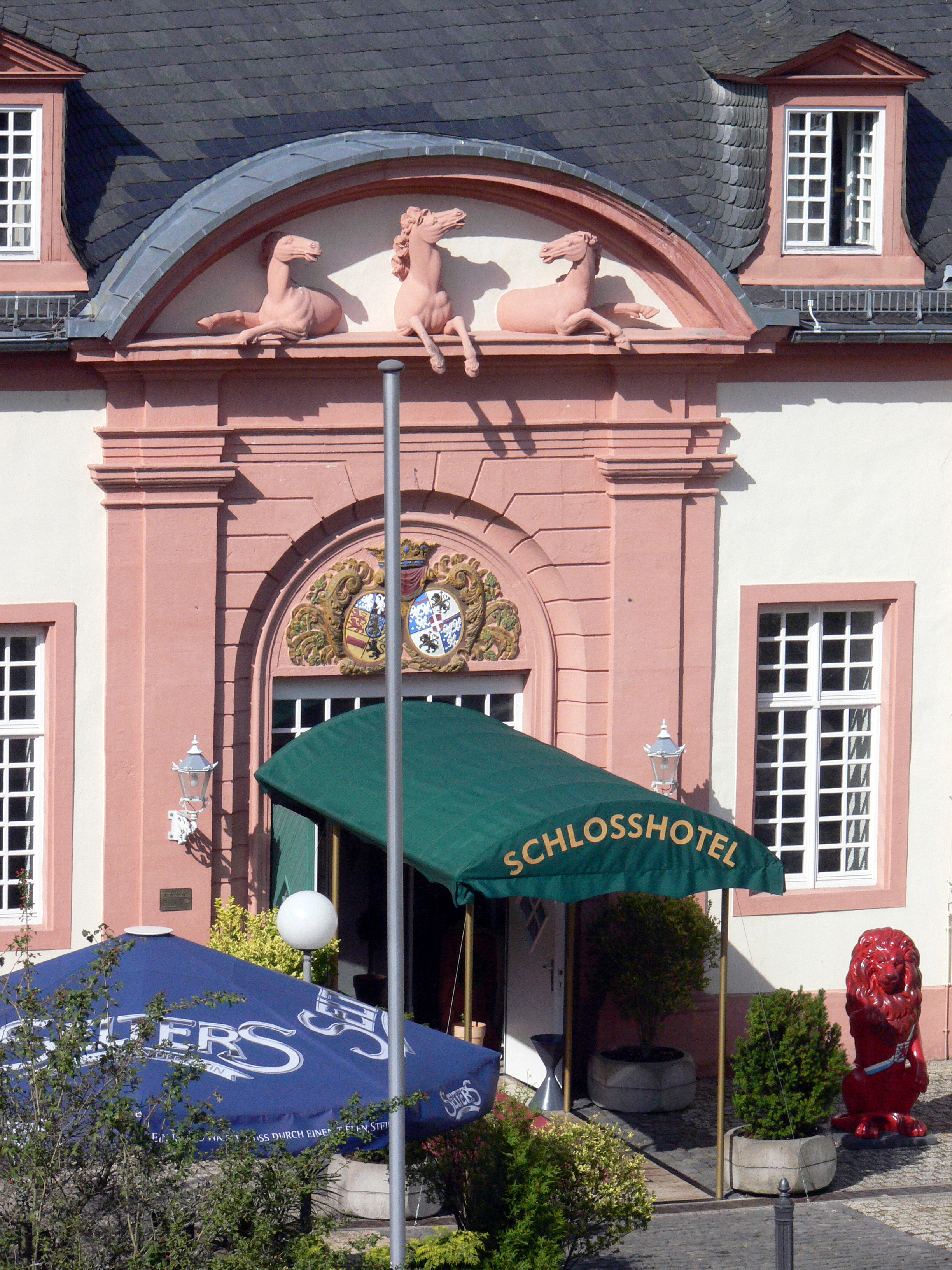
Das Portal des Langen Baus, heute Haupteingang des Schlosshotels

Nördlich des Hochschlosses befindet sich der trapezförmige Viehhof auf einem tiefer liegenden Geländeniveau. Ursprünglich befand sich hier die Viehsammelstelle der Stadt Weilburg. Unter Graf Friedrich von Nassau Weilburg (1655–1675) wurde nach dem Dreißigjährigen Krieg hier der Wirtschaftsbetrieb des Schlosses errichtet.
Unter dem Baumeister Julius Ludwig Rothweil wurde der Hof von etwa 1692 bis 1706 zur heutigen Form umgestaltet. Der Viehhof ist über Treppen mit dem Schlossplatz verbunden. Nach Fertigstellung der Gebäude am Viehhof konnte der gesamte Wirtschaftsbetrieb des Schlosses hierher ausgelagert werden.
Im Osten des Hofes befindet sich der Lange Flügel, der von 1704 bis 1705 erbaut wurde. Dieser ist über einen Zwischenbau mit dem Hochschloss verbunden. Anfänglich enthielt er Wirtschaftsräume des Schlosses und Wohnräume für die Bediensteten. Um 1787 wurde er zu herrschaftlichen Wohnräumen umgestaltet. Aus dieser Epoche stammt die Bezeichnung Prinzessinnenbau. Heute ist darin das Schlosshotel untergebracht.
Nördlich des Hofes befindet sich der Marstall, der zwischen 1703 und 1704 erbaut wurde. An seinem Portal ist das Allianzwappen des Johann Ernst von Nassau-Weilburg und der Maria Polyxena von Leiningen-Hartenberg angebracht.
Im Westen des Hofes befindet sich der kurze Flügel, auch Kabinettbau genannt (gebaut 1704–1706), und die Reithalle (gebaut 1705–1708). Die Reithalle ist durch einen Gang mit dem Marstall verbunden.
Die dreiflügelige Heuscheune wurde 1743–1746 unter Fürst Karl August ergänzt. Sie befindet sich nördlich des Marstalls.
Heute werden die meisten Flügel des Viehhofs vom Schlosshotel genutzt. Die ehemalige Reithalle wird heute von der Stadt Weilburg als Stadthalle genutzt.

### Obere Orangerie

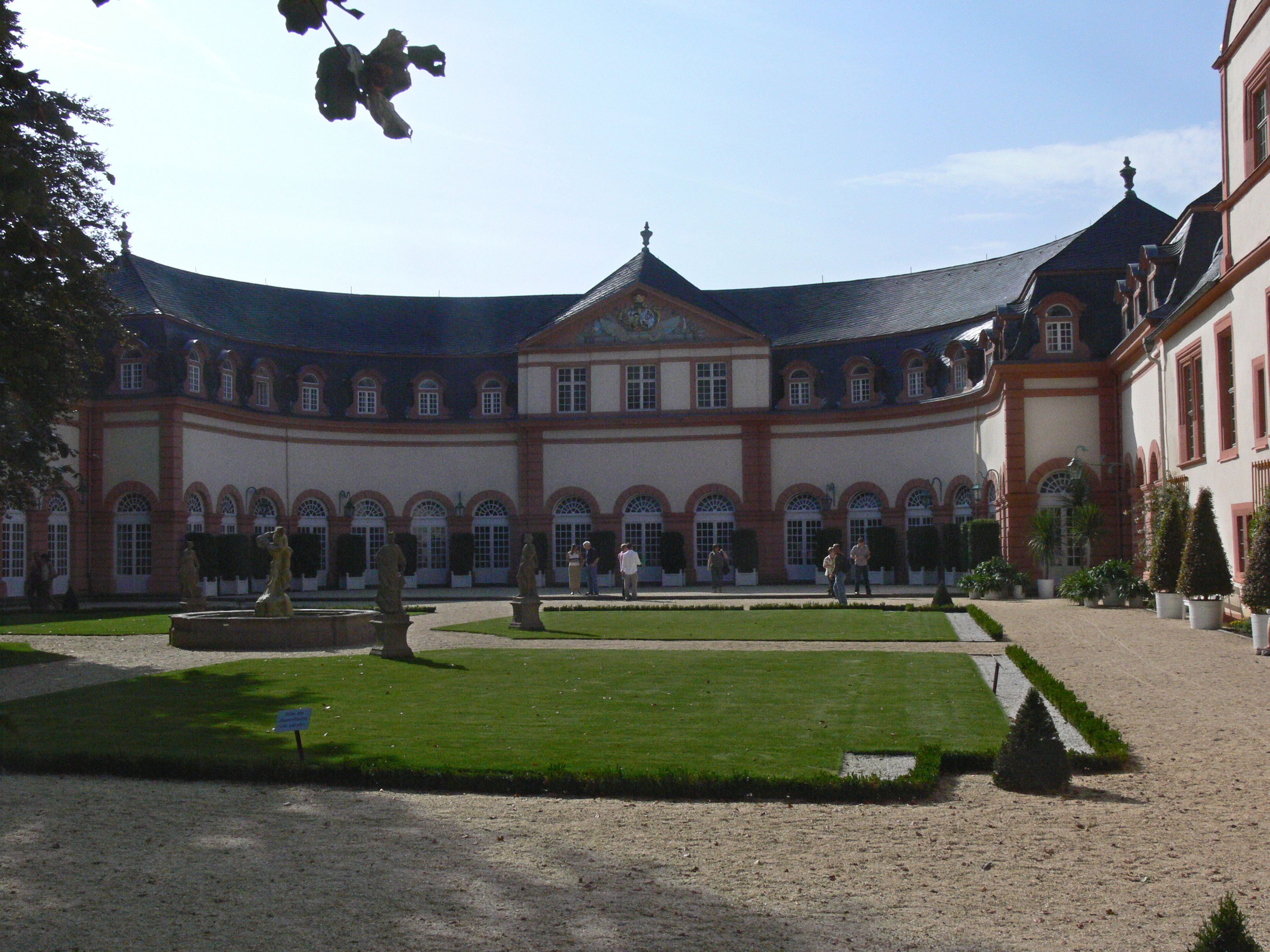
Obere Orangerie vom Schlossgarten aus

Die Obere Orangerie befindet sich südlich des Hochschlosses und verbindet das Hochschloss mit der Schlosskirche sowie dem Schlosspark. Sie wurde in den Jahren 1703–1705 nach Plänen des Baumeisters Julius Ludwig Rothweil errichtet. Sie besteht aus einem zentralen kleinen Saal mit Musikergalerie und zwei flankierenden großen Sälen. Die Obere Orangerie besitzt nach Osten zum Schlossgarten hin große Fenstertüren. Über dem Mittelrisalit ist an einem Dreiecksgiebel das Allianzwappen des Johann-Ernst von Nassau-Weilburg und seiner Gemahlin Maria Polyxena von Leiningen-Hartenberg angebracht.
Sie erfüllte mehrere Aufgaben. Zum einen diente sie als Kirchgang, durch den das Hochschloss direkt mit der Kirche verbunden ist, zum anderen wurden die Säle für die verschiedenen Feste am Hofe genutzt und stellten durch die großen Flügeltüren zudem eine Verbindung zum Schlossgarten her. Weiterhin wurden hier exotische Pflanzen zum Überwintern untergebracht. Mit Errichtung der unteren Orangerie wurde sie fast nur noch als Festsaal genutzt. Für die Wandverkleidung hatte sich Rothweil Delfter Fliesen gewünscht. Da diese dem Bauherrn Johann-Ernst zu teuer waren, ließ er im Nordsaal der oberen Orangerie durch Georg Friedrich Christian Seekatz 1548 Kachelimitate nach Delfter Vorbild malen.

### Schlosskirche, Rathaus, Turm

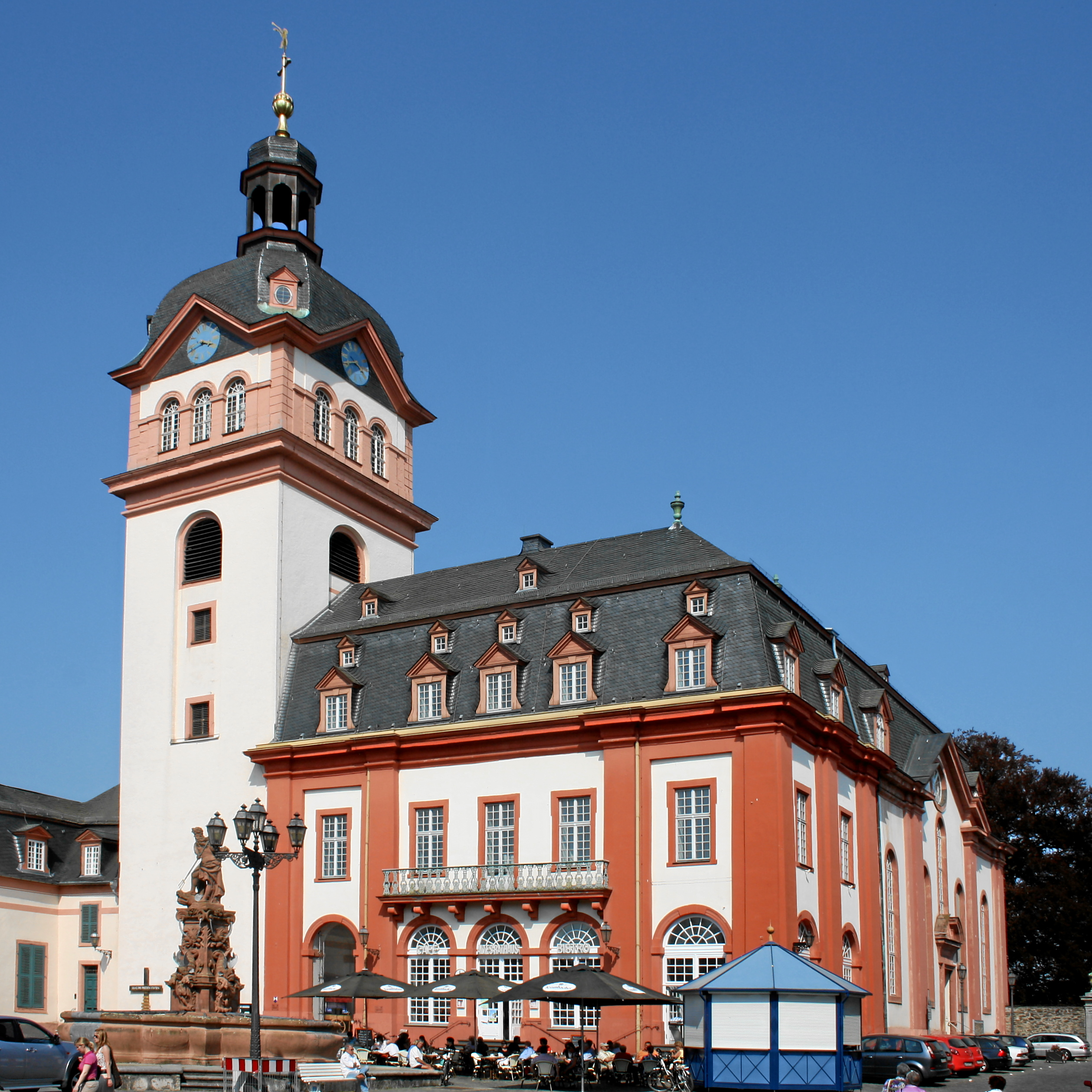
Altes Rathaus und Schlosskirche mit Turm

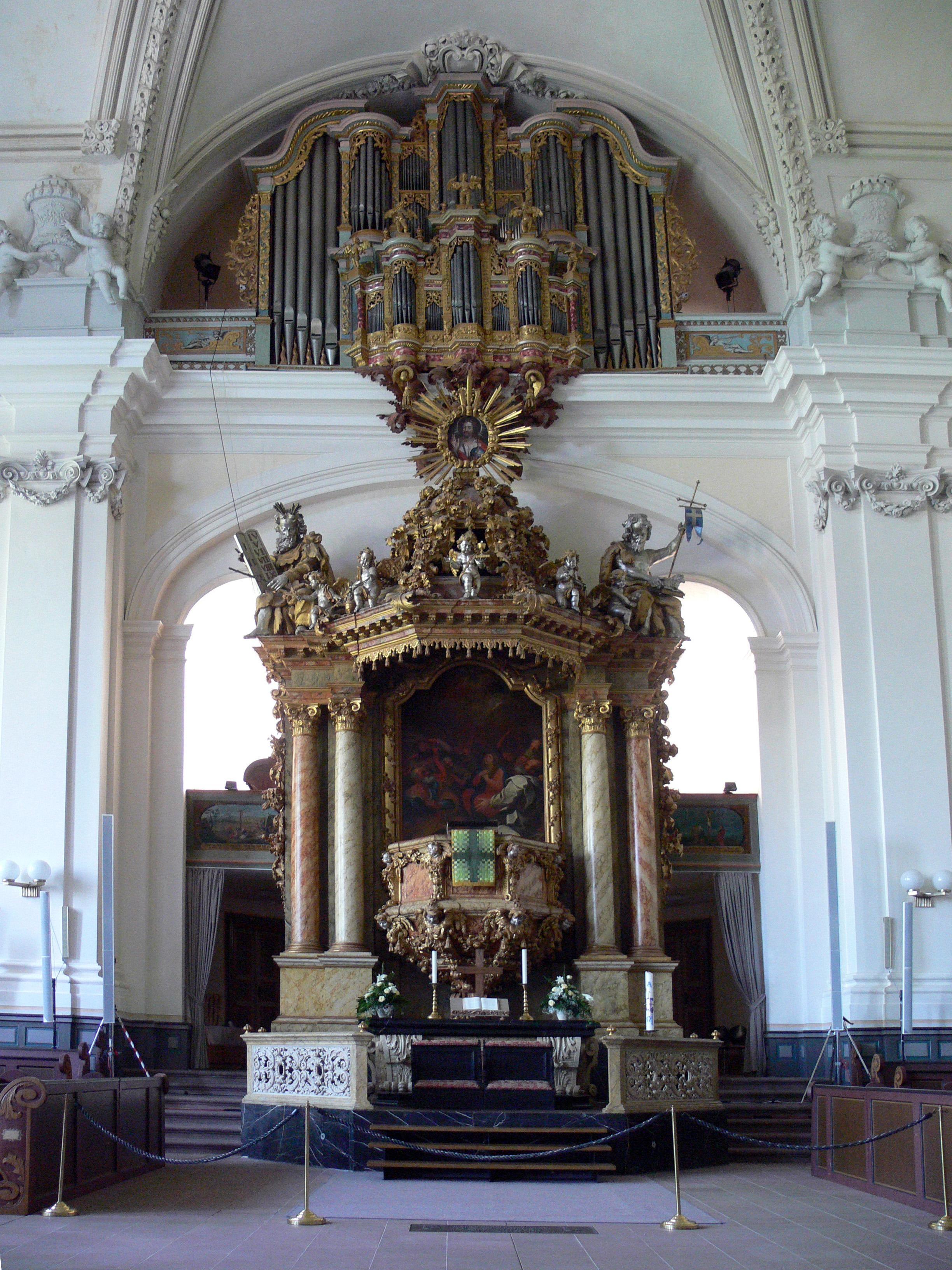
Innenraum der Schlosskirche

Südlich der Oberen Orangerie liegt die Schlosskirche, das Rathaus und der Kirchturm, der zeitweilig auch den Hochbehälter für die Versorgung der Wasserspiele im Schlossgarten mit Druckwasser beherbergte.
Der erste Kirchenbau an dieser Stelle war die 912 gebaute Walpurgis-Kapelle. Im Jahr 1397 wurde hier die St. Andreas-Stiftskirche fertiggestellt. Ab 1508 begannen die Arbeiten an der St. Martinskirche. Diese sollte neben der Stiftskirche Bürgerkirche werden. Erst 1555 wurde ihr Turm vollendet. Mit der Einführung der Reformation wurden das Stift im selben Jahr aufgelöst und die St. Andreas-Stiftskirche sowie die St. Martinskirche zusammengelegt.
Im Zuge der Umgestaltung des Schlosses wurden an der Stelle der Stiftskirche die heutige Schlosskirche und das Rathaus in den Jahren 1707 bis 1713 errichtet. Dafür musste die baufällige Vorgängerkirche bis auf den Turm abgebrochen werden.
Die Schlosskirche diente fortan als Landes-, Stadt- und Hofkirche. Auf der dem Marktplatz zugewandten Seite wurde in den Kirchenbau das Weilburger Rathaus integriert, das heute ein Café und Konferenzräume beherbergt. Bei schlechtem Wetter finden die Schlosskonzerte im Inneren der Schlosskirche statt.
Unterhalb des Altars befindet sich die Fürstengruft der nassauischen Herrscher und deren Familienangehörigen. Insgesamt wurden über 30 nassauische und luxemburgische Herrscher in der Fürstengruft beigesetzt. Die Särge der vor dem Kirchenneubau hier Bestatteten wurden umgelegt. Zu diesen Herrschern gehören:
- 1559 Philipp III. zu Nassau-Weilburg
- 1719 Johann Ernst von Nassau-Weilburg
- 1912 Großherzog Wilhelm von Luxemburg, Herzog zu Nassau
- 1953 Großherzog Adolf von Luxemburg, vormals regierender Herzog von Nassau (gestorben 1905).

Die Gruft ging 1935 beim Verkauf des Schlosses nicht in den Besitz des preußischen Staates über, sondern sie blieb im Besitz des Luxemburger Herrscherhauses. Dies ist so bis dato unverändert und stellt somit ein exterritoriales Gebiet außerhalb Luxemburgs dar. Die Gruft ist jährlich am 17.11., dem Todestag von Grosherzog Adolf von Luxemburg, Herzog von Nassau, dem letzten Herrscher Nassaus, für die Öffentlichkeit geöffnet.
1708 wurden neue Glocken im Kirchturm aufgehängt. Er wurde 1707–1710 aufgestockt und barock umgebaut. Um die Wasserspiele im Schlosspark betreiben zu können, wurden im Turm zwei Hochbehälter für neun m³ Wasser aufgestellt. 1776 wurden sie jedoch im Zuge des Abbaus der Wasserversorgung stillgelegt.

### Untere Orangerie
Die Untere Orangerie wurde 1711–1713 errichtet. Sie trennt den oberen vom unteren Schlossgarten. Als einziges Gebäude des Erweiterungsbaus unter Johann Ernst besitzt es eine Fassadenordnung. Diese besteht aus 15 Achsen und ist der Orangerie von Schloss Versailles nachempfunden. Dieser Bruch in der Fassadengestaltung war möglich, da von der Unteren Orangerie das Hochschloss nicht zu sehen ist und daher die Fassade nicht an das Hochschloss angepasst werden musste. Die untere Orangerie ist nach Süden ausgerichtet. Sie dient der Überwinterung von Kübelpflanzen, was auch heute noch so geschieht.

Untere Orangerie
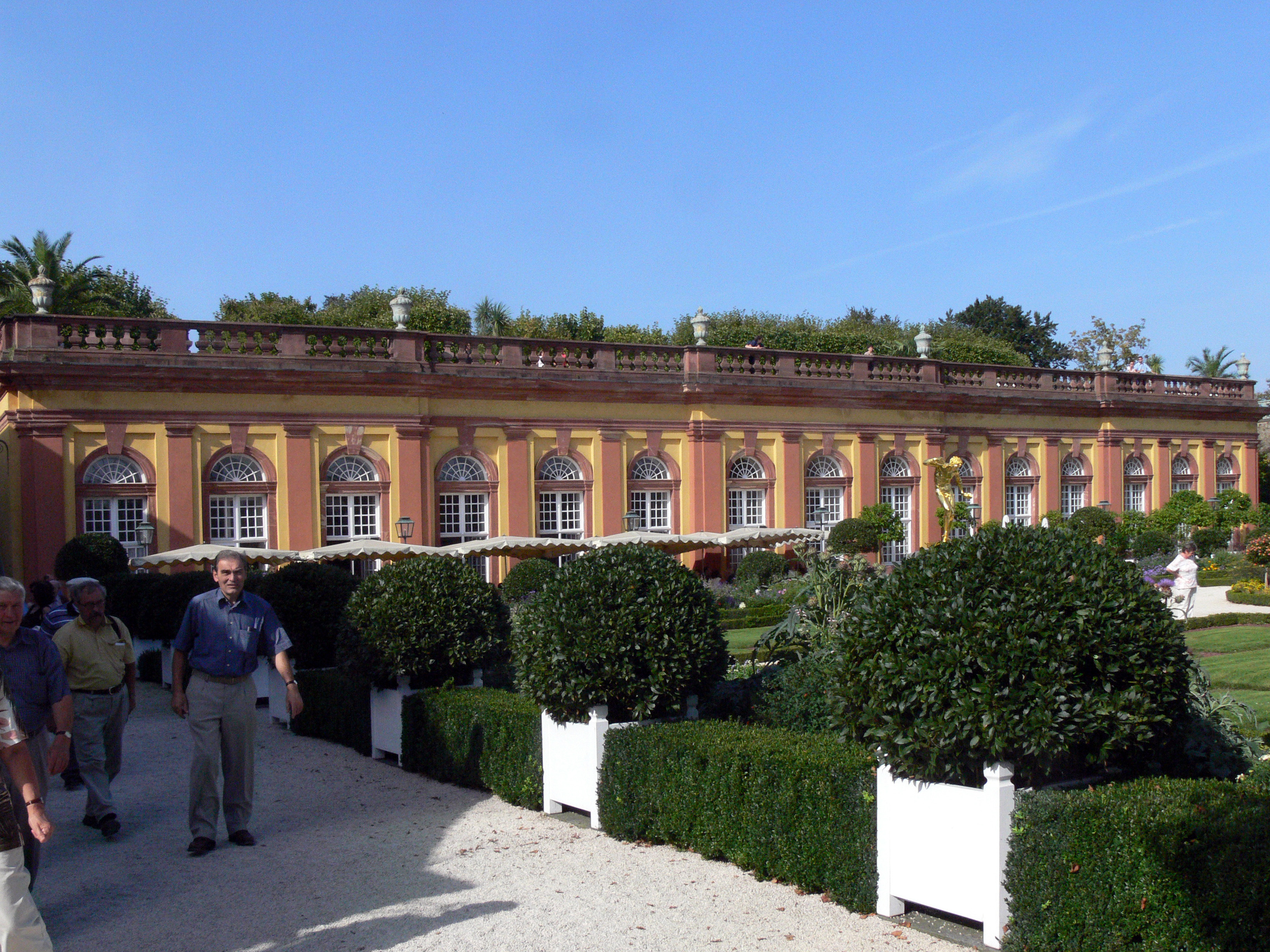
Untere Orangerie
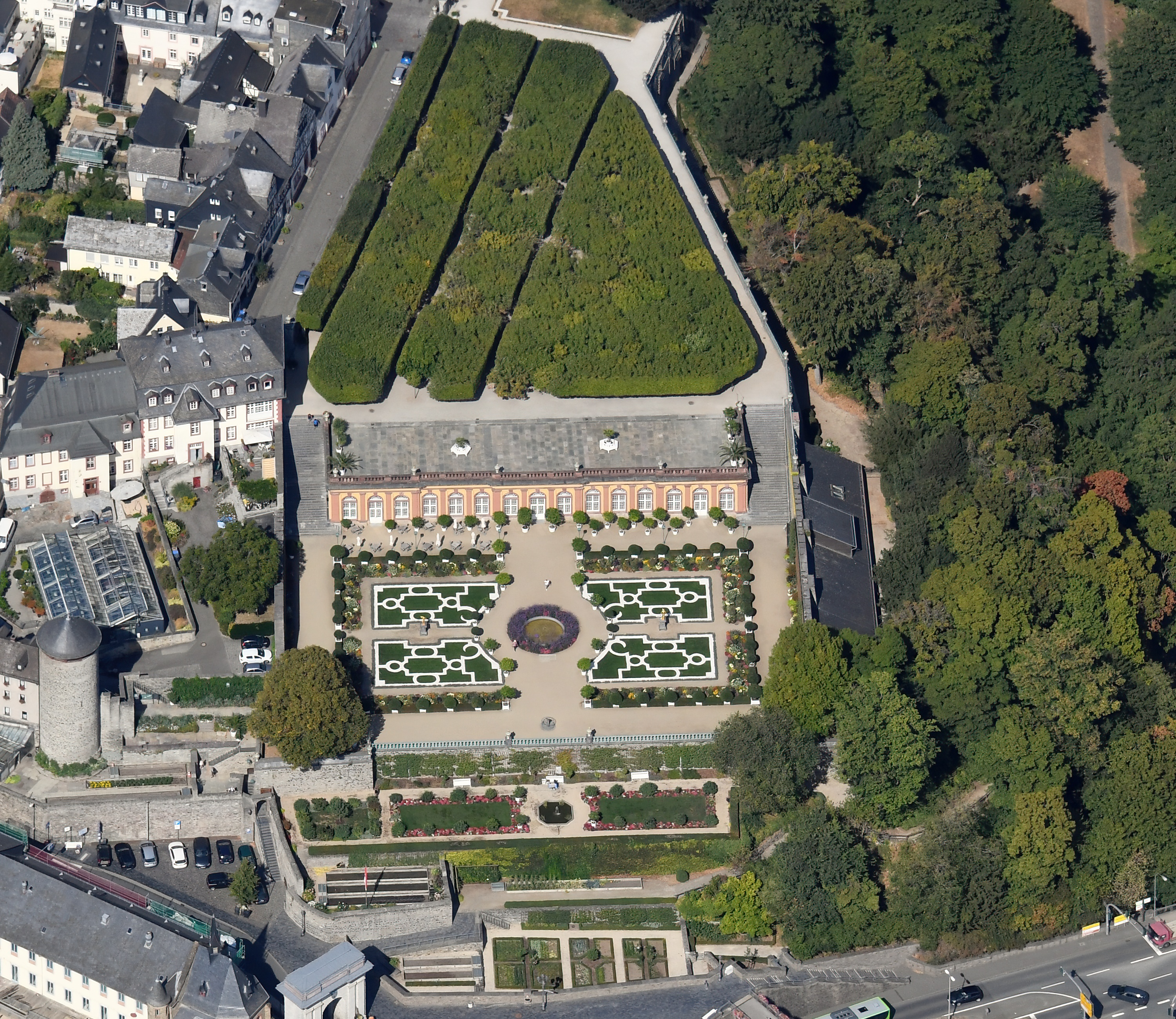
Untere Orangerie mit oberem und unterem Schlossgarten
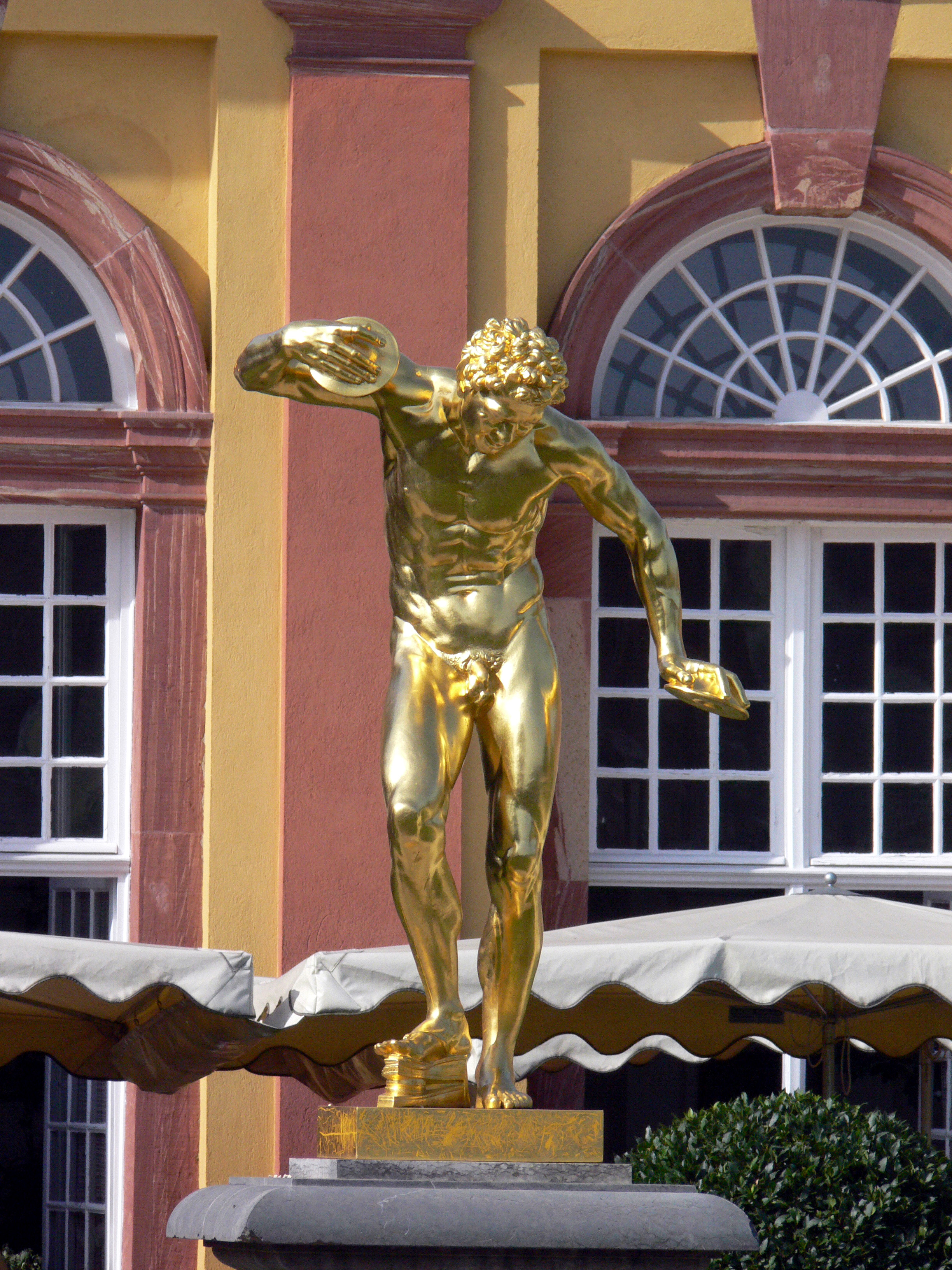
Der Satyr
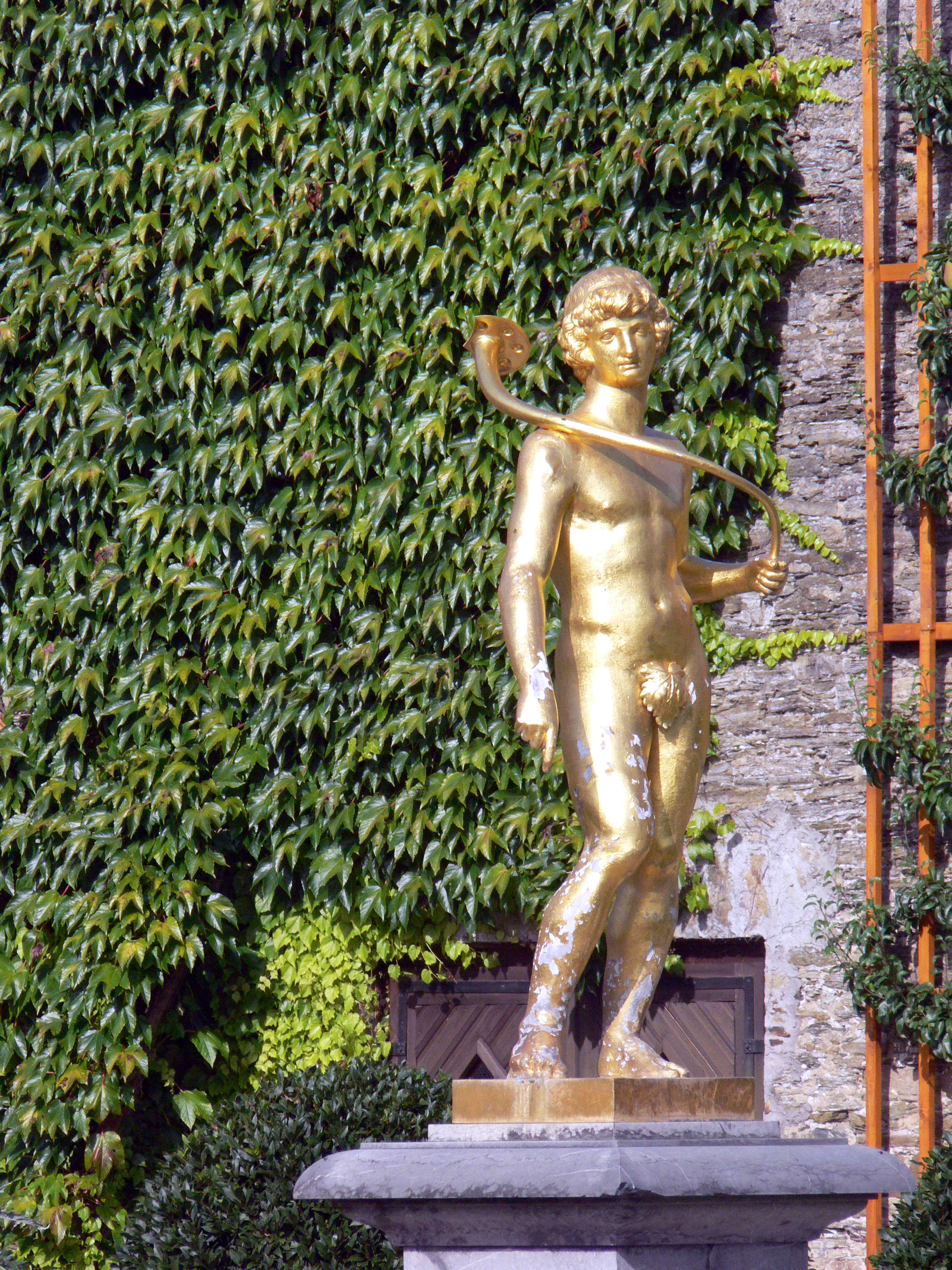
Der Lurenbläser

### Schlossgarten

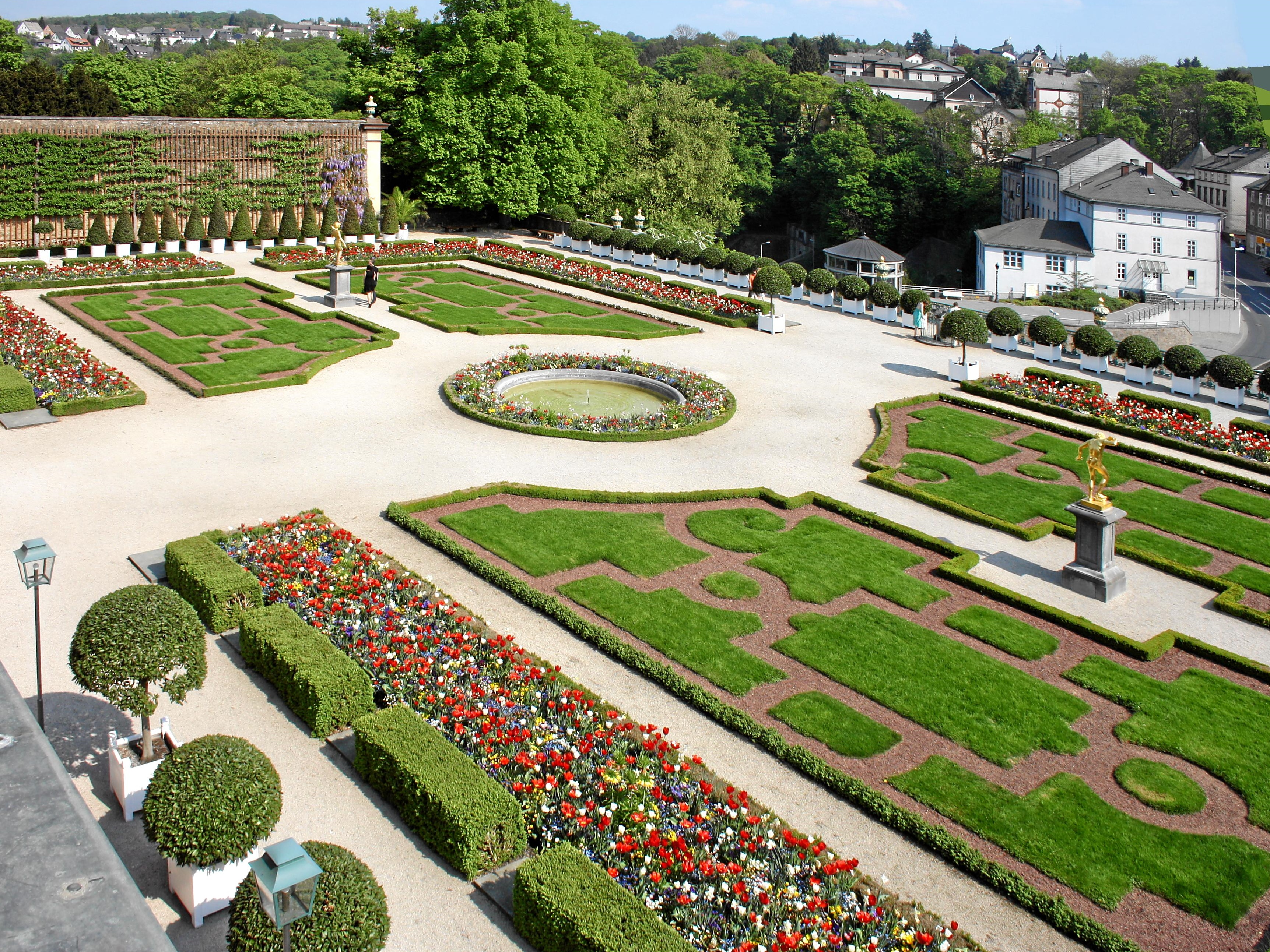
Weilburger Schlosspark

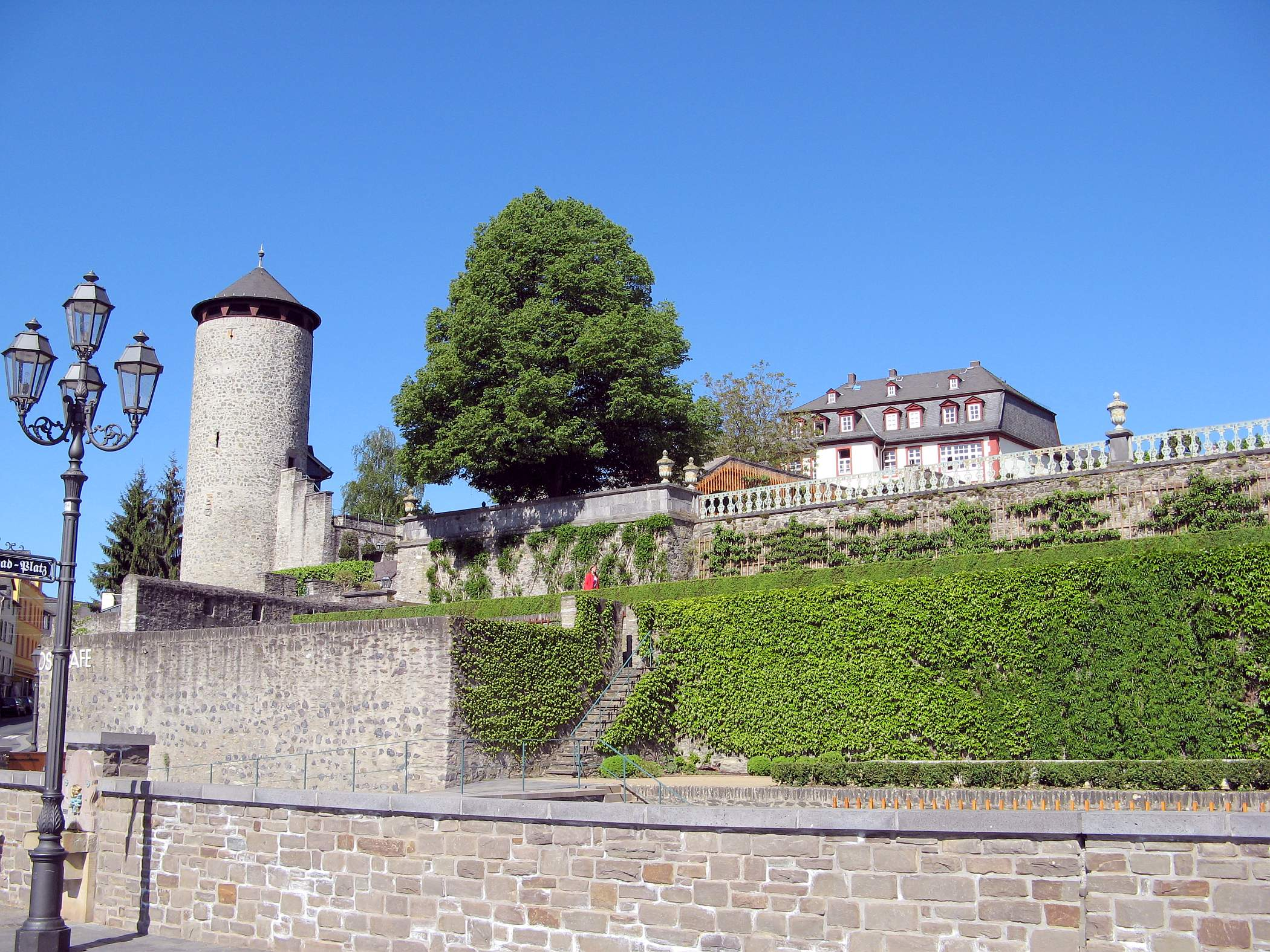
Die Terrassen des Weilburger Schlossparks vom König-Konrad-Platz aus gesehen

Der Vorläufer des Schlossgartens wurde 1523–1559 angelegt. Hierfür musste der Friedhof an die Frankfurter Straße verlegt werden, der sich bisher zwischen Hochschloss und Kirche befunden hatte.
Im Rahmen des Schlossausbaus wurde der Garten als Französischer Garten neu gestaltet. Er wurde von den beiden Gärtnern Francois LeMarie ab 1700 und Johann Michael Petri ab 1708 angelegt. Er erstreckt sich Richtung Süden vom Hochschloss aus über mehrere künstliche Terrassen abwärts. Seine Gesamtfläche beträgt etwa 3,3 Hektar. Die Terrassen wurden 1706–1714 angelegt.
Die größte Terrasse ist die obere Terrasse. Sie beginnt am Hochschloss und läuft in die Freiterrasse auf der Unteren Orangerie aus. Zur Stadt ist sie durch die Obere Orangerie, die Schlosskirche und die Schlossgartenmauer getrennt. Zur Lahn hin ist sie durch eine bis zu zwölf Meter hohe Mauer gestützt, so dass sich von hier aus ein weiter Blick über das Flusstal der Lahn bietet.
Vor der Oberen Orangerie wurde 1967 ein barocker Brunnen aufgestellt, der früher im Alten Schloss Büdesheim im heutigen Main-Kinzig-Kreis stand. Er zeigt Herakles im Kampf mit Antaios. Er ist flankiert von Statuen, die die vier Elemente Feuer, Wasser, Luft und Erde darstellen. Die südliche Hälfte der oberen Terrasse nimmt ein Lindenboskett (auch Lindensaal genannt) ein. Dieses wurde unter Fürst Karl August angelegt und zwischen 1936 und 1944 erneuert.
Durch zwei Freitreppen aus heimischem Schupbacher Marmor beiderseits der unteren Orangerie ist der sieben Meter tiefer gelegene Untere Schlossgarten zu erreichen. Hier ist ein Blumengarten angelegt. Der Brunnen im Unteren Schlossgarten wird flankiert von lebensgroßen vergoldeten Bleifiguren, die einen Satyr mit Fußklapper und Schallbecken und einen Lurenbläser darstellen.
Von hier aus ist über eine Treppe die fünf Meter tiefere Parterre-Terrasse zu erreichen. Zwischen Parterre-Terrasse und Turm befindet sich der Blumengarten. Von der Parterre-Terrasse nach Osten ist das Gebück zu erreichen und über eine Treppe der König-Konrad-Platz.
Zur Lahn hin schließt sich an den Schlossgarten das Gebück an. Dieses wurde um 1800 durch Fürst Friedrich Wilhelm zu einem kaskadenähnlichen Baumpark umgestaltet. Ursprünglich handelte es sich um eine Hecke aus Hainbuchen, die ein Annäherungshindernis an das Schloss bilden sollten.
Prominente Gärtner im Schlossgarten waren die Gebrüder Sckell (Johann Wilhelm Sckell und Johann Friedrich Sckell).

### Nebenanlagen
Zum Residenz Weilburg gehörten noch weitere Gebäude, die nicht unmittelbar Bestandteil des Stadtschlosses waren, darunter der Komödienbau, das Gesellschaftshaus und die beiden Wirtschaftshöfe Windhof und Wehrholz. Der Windhof war zugleich ein Lustschloss mit ausgedehnter Parkanlage. Eine weitere Parkanlage ist der Tiergarten.
Zu der Schlossanlage gehörte auch eine aufwendige Wasserversorgung auf der Westerwaldseite mit mehreren Kilometern Rohrleitung, Hochbehältern und eigener Lahnbrücke.

#### Windhof

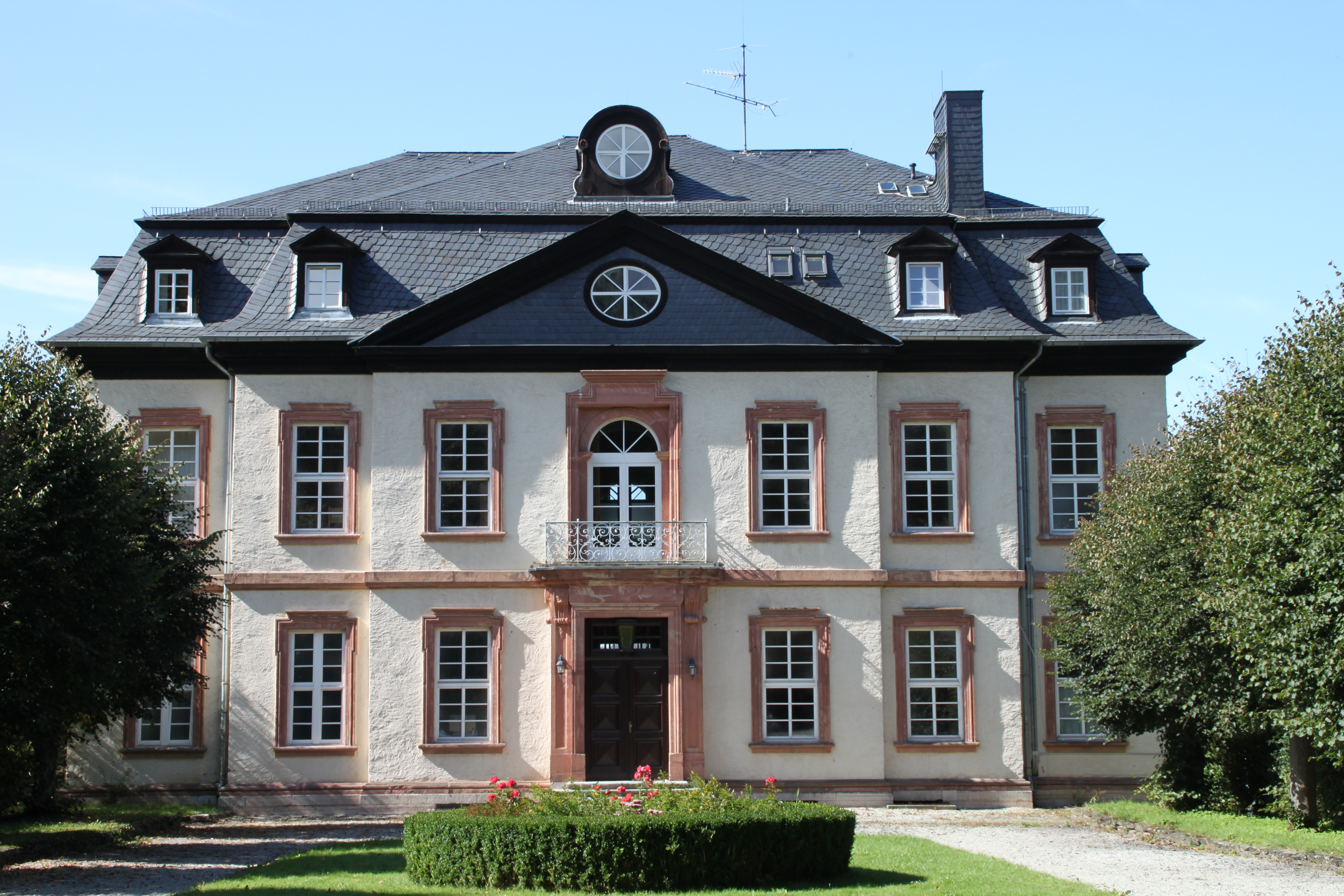
Das 1713 begonnene Corps de Logis des Windhofes

Das Landschloss und Wirtschaftshof „Windhof“ liegt auf der Taunusseite. Bereits 1327 ist hier der Hof „Windhusen“ bezeugt. Der Hof war an verschiedene Pächter vergeben, bis Graf Johann-Ernst hier von 1713 bis 1726 ein Landschloss bauen ließ.
Das Schloss besitzt drei Gebäude, das zentrale Herrenhaus und zwei Längsflügel, an deren Enden Pavillonbauten errichtet sind. Hinter dem Herrenhaus wurde vom Schlossgärtner Johann Michael Petri ein ausgedehnter Garten angelegt. Die gesamte Anlage ist auf den Turm der Schlosskirche ausgerichtet. Durch Baumbewuchs ist jedoch der Blick vom Schloss zum Windhof nicht mehr möglich.
Seit 1963 dient der Windhof als Wohnheim und Veranstaltungsort der Staatlichen Technikakademie Weilburg.

#### Wehrholz

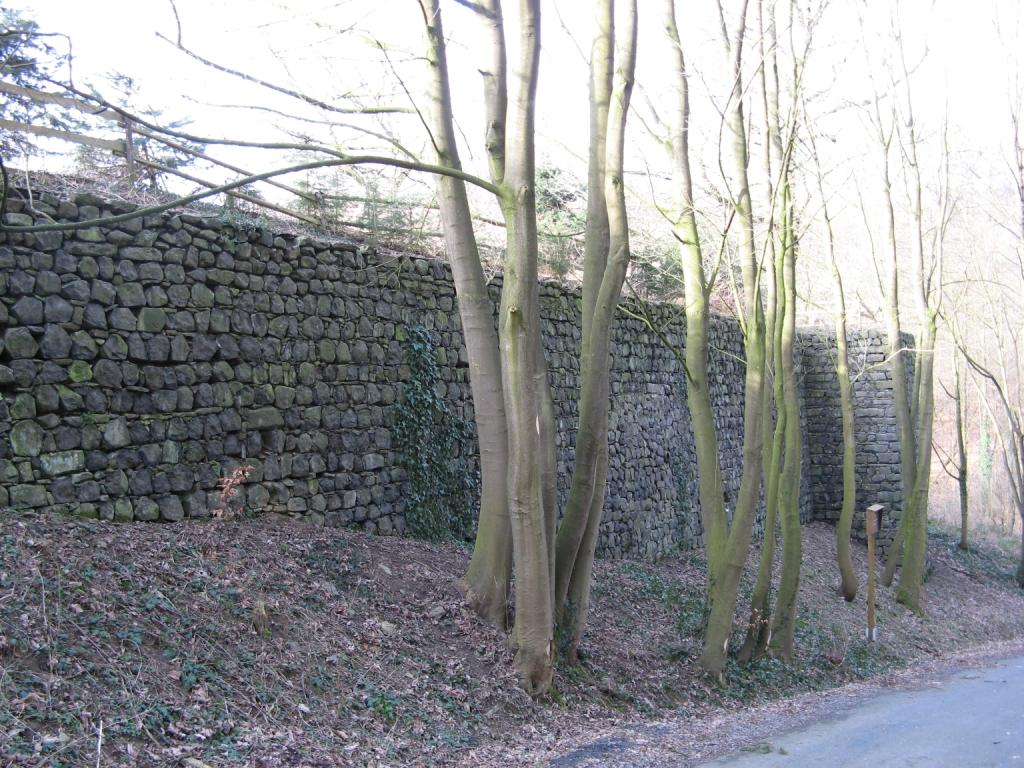
Die erhaltene Stützmauer des Hofes Wehrholz

Das Baudatum des Hofes „Wehrholz“ ist unbekannt. Bei der nassauischen Landesteilung 1255 wurde der Hof und der Wehrhölzer Wald der walramschen Linie zugewiesen, um die Stadt Weilburg mit Holz zu versorgen. Der Hof war in den Wirtschaftsbetrieb des Schlosses integriert.
Im Rahmen des Schlossausbaus wurde der Hof Wehrholz von 1710 bis 1713 ausgebaut. Es wurden fünf Gebäude um den Innenhof errichtet. Der Hof war zum Schoss hin ausgerichtet. Nach einem Brand 1849 wurde der Hof auf Abbruch verkauft. Heute sind nur noch die Stützmauern erhalten.

#### Wasserversorgung

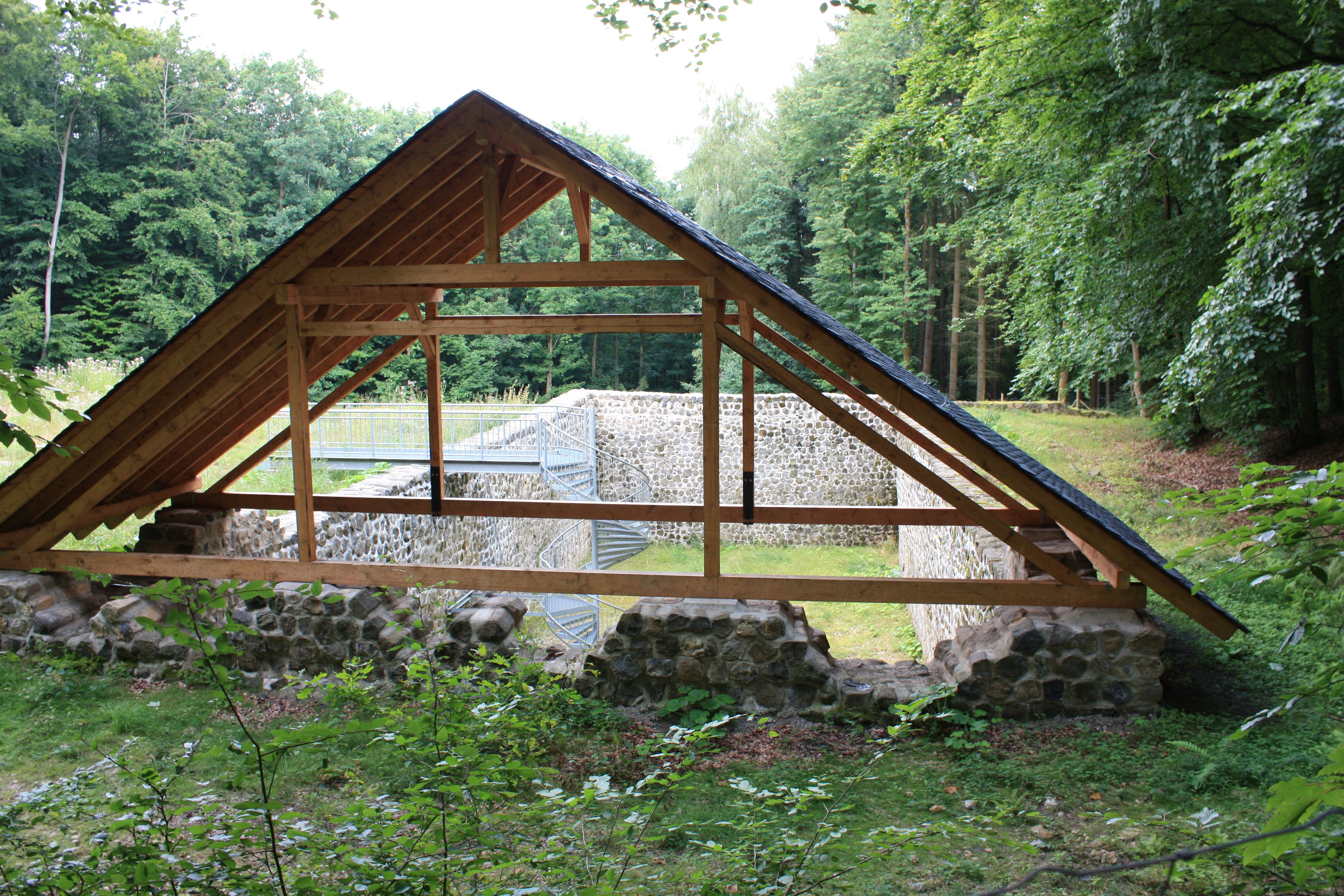
Eines der Wasserreservoirs im Wehrhölzer Wald wurde 2008 wieder hergestellt

Um die Wasserspiele, das Schloss und die Stadt mit Wasser zu versorgen, wurde in den Jahren 1710–1715 eine umfangreiche Wasserversorgung errichtet. Das Konzept basiert auf der Planung von Pater Guardian, dem Leiter des Klosters der Wetzlarer Franziskaner, und wurde unter Leitung des Koblenzer Wasserbaumeisters Hans H. Judas realisiert.
Im Wehrhölzer Wald wurde das Wasser aus 20 verschiedenen Quellen, nach Wasserqualität getrennt, gesammelt und zu zentralen Reservoirs geführt. In der ersten Bauphase wurden ca. 11.230 Stück Holzrohre verlegt. Weiterhin wurden ca. 6.000 Stück Tonrohre verlegt. Es sind noch Tonrohre erhalten, die, wie der Prägestempel ausweist, aus Höhr-Grenzhausen stammen.
Von den Reservoirs aus wurde das Wasser mit Hilfe eines Dükers durch das Lahntal geführt. Dabei überwindet der Düker auf einer Distanz von 910 Meter einen Höhenunterschied von 93 Meter. An seinem tiefsten Punkt erreichte das Wasser einen Druck von über acht Bar. Der Düker bestand aus drei Eisen-/Bleirohren. Die Wasserrohre überquerten die Lahn anfänglich auf einer Holzbrücke. Das Wasser mit der höchsten Qualität wurde direkt in das Schloss geleitet, das Wasser mittlerer Qualität versorgte die Laufbrunnen der Stadt, und das Wasser geringer Qualität gelangte in die Hochbehälter im Kirchturm und versorgte von dort die Wasserspiele im Schlosspark. Die Leitungen versorgten die Stadt mit mehr als 120 Litern Wasser pro Einwohner und Tag.
In den folgenden Jahrhunderten wurde die Wasserversorgung ausgebaut und ergänzt. Um 1730 erfolgte die erste Erneuerung der Wasserversorgung, hierbei wurden die Holzrohre gegen Tonrohre ausgetauscht. Ab 1760 wurde das Reservoir auf eine Kapazität von drei Millionen Litern ausgebaut. Bis zur Aufgabe der Wasserversorgung 1888 wurden mehr als 50 Kilometer Rohrleitung verlegt.
Die Brücke befand sich an der Stelle des heutigen „Ernst-Dienstbach-Steges“. Bei einem Hochwasser am 27. Februar 1784 wurde die Holzbrücke über die Lahn durch Hochwasser zerstört. Die Wasserversorgung der Stadt war unterbrochen. Der Bauinspektor Johann Ludwig Leidner ließ daher am 24. März 1784 eine eiserne Stangenkette über die Lahn spannen, an der ein Rohr aufgehängt wurde. Im Laufe des Jahres 1784 wurden sieben weitere Ketten gespannt und die übrigen Rohre wieder angeschlossen. Damit wurde in Weilburg die älteste Kettenbrücke des europäischen Kontinents gebaut. Mit Stilllegung der Wasserversorgung 1888 verlor die Brücke ihre Funktion. Im Jahr 1934 wurden die Ketten abgehängt und durch eine Stahlkonstruktion ersetzt. Seitdem ist sie eine Fußgängerbrücke.

## Heutige Nutzung
Nachdem im Jahr 1935 die luxemburgische Großherzogin Charlotte das Gebäude an den Staat Preußen verkauft hatte, wurde von der Verwaltung der Staatlichen Schlösser und Gärten ein Museum im Gebäude eingerichtet. Seit dem Jahr 1946 fungiert die Verwaltung der Staatlichen Schlösser und Gärten Hessen als Rechtsnachfolger der Preußischen Schlossverwaltung und bietet Führungen durch die historischen Schlossräume an und ist für die Unterhaltung der historischen Gartenanlagen verantwortlich. Im Jahr 1948 wurde im angrenzenden Kanzleigebäude das Stadtmuseum der Stadt Weilburg eingerichtet sowie das historische Archiv untergebracht. 1960 diente das Schloss als Kulisse für den Spielfilm Fabrik der Offiziere.
Im Renaissancehof des Schlosses, der Alten Hofstube und der Oberen Orangerie finden Aufführungen der Weilburger Schlosskonzerte statt – eine jährlich im Sommer dargebotene Konzertreihe mit meist klassischer Musik. Im ehemaligen Viehhof ist das Schlosshotel untergebracht, die Reithalle wird von der Stadt Weilburg als Stadthalle genutzt.
Zusätzlich zum Denkmalschutz hat das Schloss den Schutzstatus für den Kriegsfall nach der Haager Konvention erhalten.